# Charles III (roi d'Espagne)
Pour les articles homonymes, voir Charles III.
Pour les autres membres de la famille, voir Maison de Bourbon-Parme.
Charles III (en espagnol : Carlos III), né le 20 janvier 1716 à Madrid et décédé le 14 décembre 1788 dans la même ville, est roi d'Espagne et des Indes de 1759 à 1788, à la mort de son demi-frère Ferdinand VI.
Fils de Philippe V et de sa seconde épouse, la princesse Élisabeth Farnèse, il est d'abord duc de Parme et Plaisance sous le nom de Charles Ier en 1731 (à la mort de son grand-oncle, le duc Antoine Farnèse), roi de Naples en 1734 puis de Sicile en 1735 sous les noms de Charles VII (Naples) et Charles V (Sicile), par conquête du royaume de Naples et du royaume de Sicile. Il est sacré et couronné roi de Sicile et de Jérusalem à Palerme le 3 juillet 1735.
En devenant roi d'Espagne, il cède les royaumes de Naples et de Sicile en 1759 à son troisième fils Ferdinand. Il est un exemple caractéristique des despotes éclairés du XVIIIe siècle : à sa mort, il laissa le souvenir d'un roi philosophe et philanthrope.

## Les ambitions de l'Espagne à la naissance de Charles

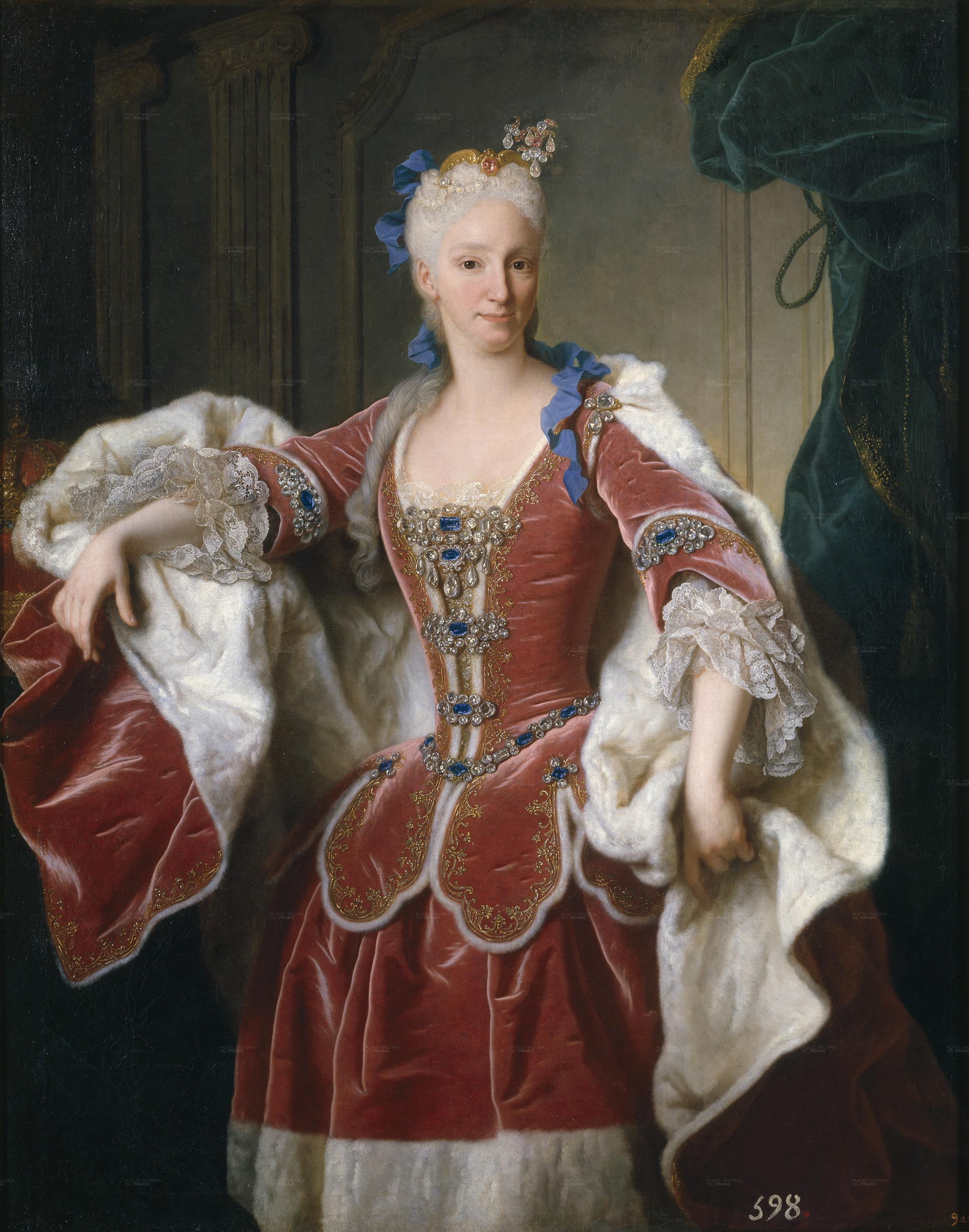
Portrait d'Élisabeth Farnèse par Jean Ranc, musée du Prado, Madrid.

Le traité d'Utrecht, qui en 1713 contribue à conclure la guerre de Succession d'Espagne, réduit de manière importante le poids politique et militaire de l'Espagne, la reléguant au rôle de puissance de second rang. L'Empire espagnol reste le plus important grâce aux colonies existantes d'Amérique latine, mais est contraint de céder ses nombreux territoires européens. Les Pays-Bas méridionaux, le royaume de Naples, le royaume de Sardaigne, le duché de Milan et l'État des Présides passent à l'Autriche et le royaume de Sicile à la Savoie, alors que l'île de Minorque et la forteresse de Gibraltar, territoires de la mère patrie, deviennent des possessions de la Grande-Bretagne.
Philippe V, qui a obtenu la reconnaissance de ses droits au trône, a pour intention de restituer à l'Espagne son prestige perdu. En 1714, après la mort de sa première femme Marie-Louise-Gabrielle de Savoie, le prélat placentin Giulio Alberoni arrange un mariage avantageux avec une princesse italienne : Élisabeth Farnèse, nièce et belle-fille de François Farnèse, duc de Parme et Plaisance. La nouvelle reine, femme énergique, autoritaire et ambitieuse, a rapidement acquis une grande influence sur son mari et la cour, et, après avoir favorisé la nomination d'Alberoni comme Premier ministre en 1715, elle est à l'origine, avec le prélat, de la politique étrangère agressive visant à rétablir les anciens territoires espagnols en Italie.
En 1716, après un peu plus d'un an de mariage, Élisabeth donne naissance à l'infant Charles, le quatrième dans la lignée de succession au trône d'Espagne derrière ses demi-frères Louis, Philippe-Pierre et Ferdinand. Sa mère aspire plutôt au duché de Parme et de Plaisance en sa qualité d'héritier des Farnèse, dynastie qui semble destinée à disparaître car le duc François et son seul frère Antoine n'ont pas d'enfants. En tant qu'arrière-petite-fille de Marguerite de Médicis, la reine Élisabeth transmet à son aîné les droits sur le grand-duché de Toscane ; l'ancien grand-duc Cosme III a comme unique héritier son fils Jean-Gaston, sans descendant et connu pour son homosexualité.

## Biographie

### L'enfance

#### La succession de duchés italiens

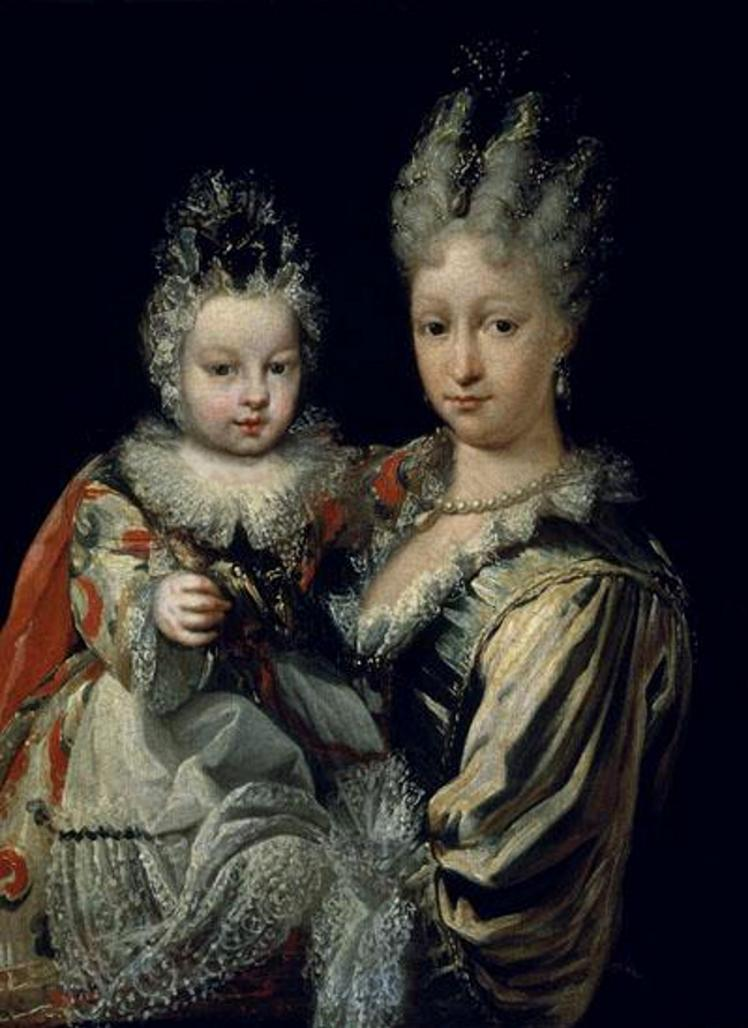
Élisabeth Farnèse avec son fils aîné (futur roi Charles III), par Miguel Jacinto Meléndez.

La naissance de Charles se produit à un moment où les plans ambitieux de conquête conçus par Giulio Alberoni se concrétisent par l'invasion de la Sardaigne autrichienne en 1717 et de la Sicile des Savoie en 1718. En réaction, la Quadruple-Alliance, à laquelle se joint le duché de Savoie, entre avec succès en guerre contre l'Espagne. Par le traité de La Haye de 1720, Philippe V et Élisabeth obtiennent cependant la reconnaissance des droits dynastiques du jeune infant Charles sur les duchés italiens.

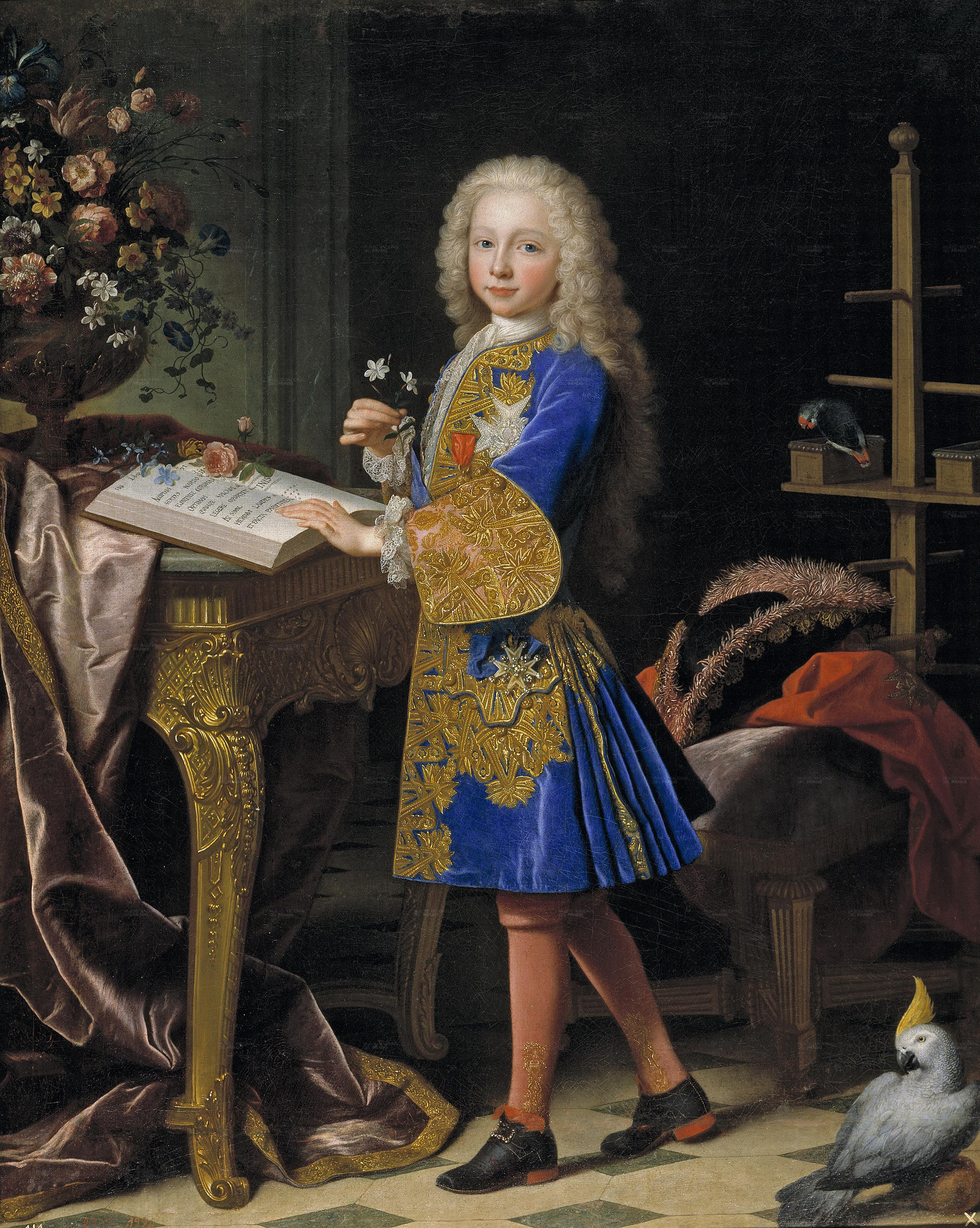
Charles à l'âge de 11 ans par Jean Ranc (1727), musée du Prado, Madrid.

L'Espagne se rapproche alors de la France par une politique de triple mariage, conclu par un traité de fiançailles signé à Paris le 22 novembre 1722 : le roi de France Louis XV, âgé de onze ans, est promis à l'infante Marie-Anne-Victoire d'Espagne, sa cousine de trois ans ; l'héritier du trône espagnol Louis et l'héritier des duchés italiens Charles sont promis à deux filles du régent Philippe d'Orléans, respectivement Louise-Élisabeth et Philippine-Élisabeth. Le prince Louis épouse effectivement Louise-Élisabeth d'Orléans en 1722, et deux ans après Philippe V abdique en sa faveur, mais le nouveau roi d'Espagne meurt de la variole, après seulement sept mois de règne, contraignant son père à reprendre la couronne. Élisabeth Farnèse accroît encore plus son influence auprès de son mari, atteint d'une forte mélancolie, et devient la vraie maîtresse de la cour d'Espagne. Le 9 mars 1725, les Français rompent les fiançailles de Louis XV avec l'infante Marie-Anne-Victoire, et en représailles la reine Louise-Élisabeth, veuve de Louis Ier d'Espagne, et Philippine-Élisabeth, la fiancée de Charles, sont renvoyées en France.

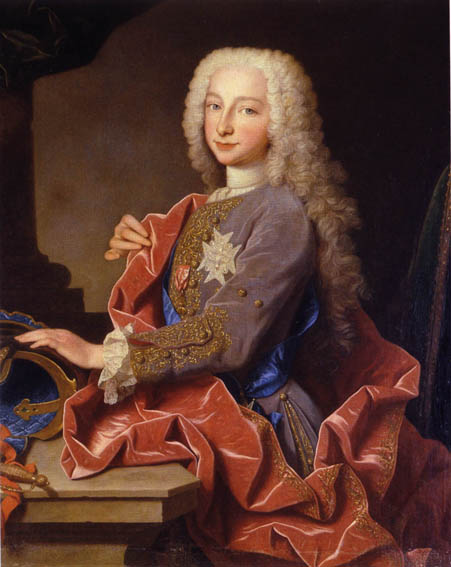
Portrait de l'infant Charles à l'âge de neuf ans par Jean Ranc (1725), palais royal de Madrid.

Élisabeth Farnèse décide alors de traiter avec l'Autriche qui est, depuis le traité d'Utrecht en 1713, la puissance hégémonique en Italie et le principal obstacle à l'expansion espagnole dans la péninsule. Elle propose de fiancer ses fils aux filles de l'empereur Charles VI : l'infant Charles avec l'archiduchesse Marie-Thérèse et Philippe, son second fils, avec l'archiduchesse Marie-Anne. L'alliance entre les deux puissances est confirmée par le traité de Vienne du 30 avril 1725, qui prévoit la renonciation définitive de Charles VI au trône d'Espagne au profit de Philippe V et son soutien à une tentative pour libérer Gibraltar de l'occupation britannique. Mais la guerre anglo-espagnole (1727-1729) se conclut par le maintien de la souveraineté britannique sur le rocher et, au cours des négociations de paix, Charles VI abandonne le principe du mariage de ses filles avec les infants espagnols.
Par conséquent, Philippe V rompt l'alliance avec l'Autriche et conclut avec la Grande-Bretagne et la France, le 9 novembre 1729, le traité de Séville qui garantit à son fils Charles le droit d'occuper Parme, Plaisance et la Toscane, au besoin par la force. Justement, le duc Antoine Farnèse meurt le 20 janvier 1731, mais il a nommé comme successeur le « ventre enceint » de son épouse Enrichetta d'Este, ce qui écarte Élisabeth Farnèse de la succession. La duchesse est examinée par un groupe de médecins et de sages-femmes qui la déclarent enceinte de six mois, mais la reine d'Espagne fait constater qu'il s'agit d'une mise en scène. En adhérant, le 22 juillet, au deuxième traité de Vienne, elle obtient de l'empereur, qui a fait occuper le duché par le comte Carlo Stampa, son lieutenant en Italie, la cession de Parme et Plaisance au jeune infant,. Le 29 décembre, le gouvernement du duché est confié à Dorothée-Sophie de Neubourg, grand-mère maternelle et tutrice de Charles.

#### Formation et description du jeune Charles
À son arrivée dans la péninsule, Charles n'a pas encore seize ans. Il a reçu une éducation stricte et caractéristique des infants espagnols : il est très religieux et très respectueux de sa mère. Mais elle reste, selon ses contemporains, dans l'ensemble peu poussée : Alvise Mocenigo, ambassadeur de la république de Venise à Naples, déclare de lui qu'« il reçut une éducation éloignée de toutes études et de toutes applications qui l'auraient rendu capable de gouverner par lui-même. »
Il en est de même de l'avis du comte Monasterolo Solaro, ambassadeur de Savoie, qui, en 1742 décrit sa formation à Charles-Emmanuel III de Savoie.
En revanche, il se consacre à la peinture, à la gravure et à diverses activités physiques, en particulier la chasse : Sir Horace Mann, diplomate britannique à Florence, affirme que sa passion pour la chasse est telle que, au palais Pitti, c'est pour lui un plaisir que de tirer à l'arc sur les tapisseries qui pendent aux murs de ses chambres et qu'il est si adroit qu'il n'est pas rare qu'il atteigne les yeux qu'il vise.
Son aspect physique est caractérisé par un nez très marqué, caractéristique des Bourbons. Il est décrit comme « un garçon brun, au visage maigre avec un nez protubérant, et disgracieux ». Il a enfin un caractère joyeux et exubérant.

#### L'arrivée en Italie
Le 20 octobre, après une cérémonie solennelle au cours de laquelle son père Philippe lui donne une épée d'or qui appartenait à Louis XIV, Charles quitte l'Espagne pour l'Italie. Il voyage par terre depuis Séville jusqu'à Antibes et de là s'embarque vers la Toscane pour arriver à Livourne le 27 décembre 1731. Le grand-duc Jean-Gaston de Médicis est nommé son cotuteur, et bien que l'enfant espagnol lui soit imposé en tant que successeur par les puissances européennes, il lui réserve un accueil chaleureux. En route pour Florence, à Pise, Charles est atteint de la variole. Il fait une entrée triomphale dans la capitale des Médicis, le 9 mars 1732, avec une suite de plus de 250 personnes et de nombreux Italiens. Il est alors l'hôte de Jean-Gaston dans le palais Pitti, la résidence du grand-duc.
Le 24 juin, jour de la fête de saint Jean-Baptiste, patron de Florence, Jean-Gaston le nomme grand-prince héritier de Toscane, lui permettant de recevoir l'hommage du Sénat florentin. L'empereur Charles VI réagit avec colère à la nomination, objectant ne pas lui avoir donné l'investiture impériale, mais malgré les protestations autrichiennes, Élisabeth envoie Charles prendre possession de Parme et de Plaisance,.
Le nouveau duc, Charles Ier, entre dans Parme en octobre 1732, où il est accueilli par de grandes fêtes. Sur le fronton du palais ducal, il est écrit Parma Resurget (« Parme renaît »), et la pièce de théâtre La venuta di Ascanio in Italia, écrite pour l'occasion par Carlo Innocenzo Frugoni, est représentée au théâtre Farnèse.

### La conquête de Naples

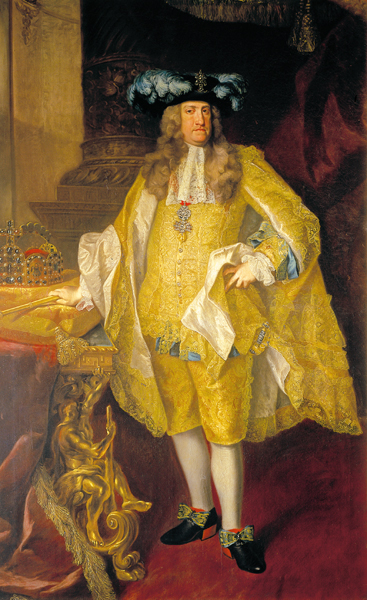
L'empereur Charles VI (empereur du Saint-Empire), dernier roi de Naples de la période vice-royale. Tableau de J. G. Auerbach, 1735, château de Schönbrunn.

En 1733, la mort d'Auguste II de Pologne déclenche une crise successorale qui rompt l'équilibre déjà précaire de l'Europe, et la guerre qui s'ensuit voit s'opposer sur le front italien les deux puissances des Bourbons, de France et d'Espagne, alliées à la dynastie de Savoie, et l'empire des Habsbourg.
Les Espagnols exercent une influence marginale dans le nord de la péninsule italienne, mais l'objectif principal d'Élisabeth Farnèse est de gagner pour son fils le plus grand nombre de territoires, et notamment les royaumes de Sicile insulaire et péninsulaire que le traité d'Utrecht (1713) avait enlevés à l'Espagne au profit de la maison de Habsbourg (pour la Sicile péninsulaire), et de la maison de Savoie (pour la Sicile insulaire). L'empereur Charles VI du Saint-Empire reconquerra cette dernière en 1720.
Le 20 janvier 1734, le jour de son dix-huitième anniversaire, Charles se déclare majeur, donc hors tutelle, et « libre de gouverner et d'administrer de façon indépendante » ses États. Dans la lettre dans laquelle la reine d'Espagne lui ordonne de partir, évoquant les Deux-Siciles, elle écrit ces mots éloquents : « Élevés au rang de royaume libre, ils seront tiens. Va donc et gagne : la plus belle couronne d'Italie t'attend,, ». L'infant est nommé commandant en chef des troupes espagnoles en Italie, mais le commandement suprême est en fait détenu par José Carrillo de Albornoz, comte de Montemar.
Charles quitte Parme après une période très courte, sans avoir marqué son passage.
Le 27 février, Philippe V publie une proclamation par laquelle il déclare son intention de reprendre possession du royaume de Naples, bouleversé « par la clameur de la violence excessive, de l'oppression et la tyrannie » qu'arrache aux Napolitains, selon ses dires, le gouvernement du vice-roi autrichien. Après avoir passé les troupes en revue à Pérouse, le 5 mars, Charles commence sa marche en direction des Deux-Siciles. Le pape Clément XII lui accorde le passage dans les États pontificaux, car il espère de l'Espagne une compensation pour l'occupation du duché de Parme et Plaisance, qu'il revendique en qualité d'ancien fief épiscopal.
Les Autrichiens, déjà occupés en Lombardie, ne disposent pas des forces suffisantes pour défendre le vice-roi. L'empereur Charles VI, le 10 mars, n'en déclare pas moins sa foi en la divine providence qui doit lui donner la victoire. La plus grande partie de la noblesse du royaume, cependant, semble favorable à un retour des Espagnols, dans l'espoir que le roi d'Espagne renonce au trône de Naples au profit de l'infant, mettant ainsi fin au gouvernement d'un vice-roi au service d'une puissance étrangère.

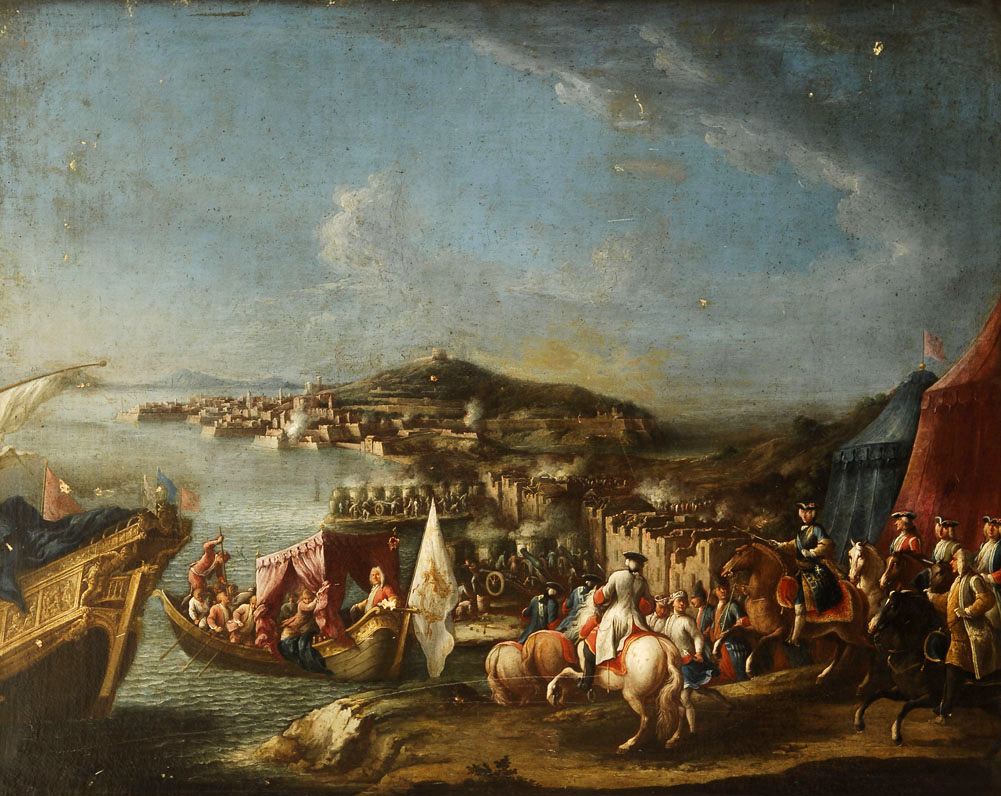
Charles de Bourbon à cheval à proximité d'un campement, Giovanni Luigi Rocco, vers 1734, collection privée.

Le 19 mars, la marine espagnole prend Procida et Ischia ; une semaine plus tard, elle inflige une lourde défaite à la flotte des Habsbourg. Le 31 mars, devant l'avancée des troupes espagnoles, le feld-maréchal autrichien von Traun, se sentant encerclé, est contraint d'éviter le combat et de reculer de sa position de Mignano, ouvrant aux Espagnols la voie vers Naples. Le vice-roi Giulio Borromeo Visconti et le commandant de son armée, Giovanni Carafa, laissent quelques garnisons pour défendre les châteaux de la ville et se retirent dans les Pouilles dans l'attente de renforts.
Les Espagnols attaquent la capitale dans les premiers jours d'avril, alors que Charles reçoit déjà les compliments de plusieurs familles nobles napolitaines. Le 9 avril à Maddaloni, il reçoit d'une délégation d'élus napolitains les clés de la ville et le livre des privilèges.
Les chroniques de l'époque rapportent que Naples fut bombardée « avec humanité » et que les combats eurent lieu dans un climat général de courtoisie entre les deux armées, souvent sous les yeux des Napolitains qui s'étaient approchés, curieux,. Le château du Carmine est le premier fort à se rendre aux Espagnols (10 avril), suivi du château Sant'Elmo (27 avril), du château de l'Ovo (4 mai) et, enfin, le Château neuf (6 mai).

### La période napolitaine

#### Charles de Bourbon,rex utriusque Siciliæ
Charles de Bourbon fait son entrée triomphale à Naples, le 10 mai 1734. Il entre à cheval par la porte Capuana comme tous les conquérants de la ville, entouré de ses conseillers et suivi par un groupe de cavaliers qui jettent des pièces à la populace. Le cortège se rend rue des Tribunaux et, après s'être arrêté devant la cathédrale pour recevoir la bénédiction de l'archevêque de la ville, le cardinal Francesco Pignatelli, il poursuit jusqu'au palais royal.
Deux chroniqueurs de l'époque, le Florentin Bartolomeo Intieri et le Vénitien Cesare Vignola, décrivirent de manière différente l'accueil que les Napolitains réservèrent à leur nouveau conquérant. Intieri écrit que son arrivée fut un événement historique, et que la foule criait que « Son Altesse Royale est beau, que son visage est comme celui de saint Janvier (san Gennaro) sur la statue qui le représente. »,. Au contraire, Vignola rapporte qu'« il n'y eut que quelques acclamations », et que la foule applaudissait avec « beaucoup de langueur » et seulement « pour inciter ceux qui jetaient l'argent à le jeter en plus grand nombre ».
L'abbé Celestino Galiani rapporte dans ses mémoires que le samedi 14 mai se produisit le phénomène de la liquéfaction du sang de saint Janvier, un événement considéré comme miraculeux et porteur de bons vœux pour la ville. Les Napolitains l'interprétèrent comme un signe de bonne volonté du saint envers Charles et le lundi suivant, il se rendit pour honorer les reliques à la Reale Cappella del Tesoro di San Gennaro (chapelle royale du trésor de Saint-Janvier), pour remettre un bijou évalué à six mille ducats. Le lendemain, 15 mai, Philippe V, par une dépêche suivie d'une lettre, proclame l'indépendance du royaume de Naples et son fils Charles, roi. La dépêche, en date du 15 avril, annonce, :
| Mi muy Claro y muy amado Hijo. Por relevantes razones, y poderosos indispensables motivos havia resuelto, que en el caso de que mis Reales Armas, que he embiado à Italia para hacer la guerra al Emperador, se apoderasen del Reyno de Nàpoles os hubiese de quedar en propriedad como si vos lo hubiesedes adquirido con vuestras proprias fuerzas, y haviendo sido servido Dios de mirar por la justa causa que me asiste, y facilidar con su poderoso auxilio el mas feliz logro: Declaro que es mi voluntad que dicha conquista os pertenezca como a su legitimo Soverano en la mas ampla forma que ser pueda: Y para que lo podais hacer constar donde y quando combenga he querido manifestaroslo por esta Carta firmada de mi mano, y refrendada de mi infrascrito Consegero y Secretario de Estado y del Despacho. | Mon très illustre et très aimé fils, d'importantes raisons et des motifs fondamentaux ont fait que dans le cas où l'armée royale que j'ai envoyée en Italie pour faire la guerre à l'empereur avait pris le royaume de Naples, celui-ci devrait rester dans votre maison comme si vous l'aviez obtenu par vos propres forces, et après avoir servi Dieu vue la juste cause que je soutiens, et animé par sa puissante aide le plus heureux succès, je déclare que c'est ma volonté que cette conquête vous appartiennent en qualité de souverain légitime dans la plus ample forme que ceci comporte: Et pour que vous puissiez le constater où et quand il convient, j'ai voulu vous le manifester avec ce document signé de ma main et ratifiée par le Conseiller et secrétaire d'État et du Bureau. |

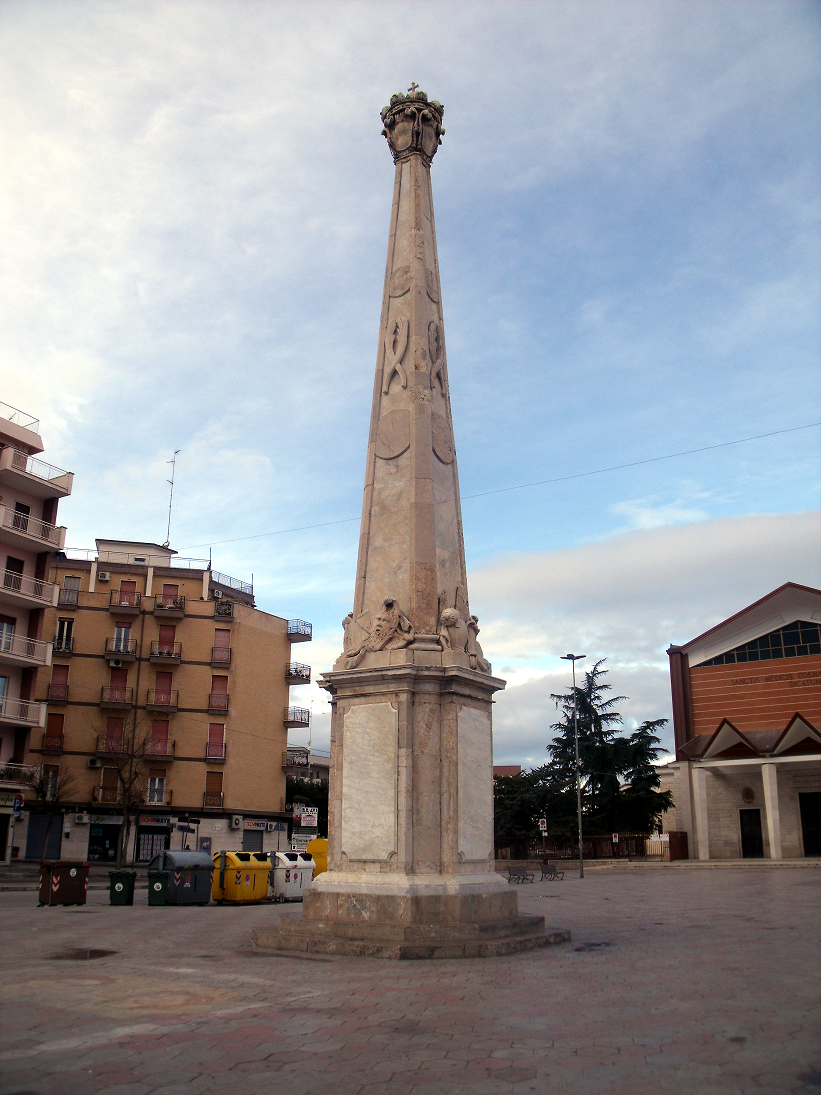
L'obélisque de Bitonto, construit pour commémorer la victoire de 1734.

La lettre, écrite en français, débute par les mots « Au roy de Naples. Monsieur mon frère et fils ». Charles de Bourbon est donc le premier roi à résider à Naples, après plus de deux siècles de vice-royauté, mais la conquête du royaume n'est pas encore terminée car les Autrichiens, dirigés par le prince de Belmonte Antonio Pignatelli, reçoivent des renforts là où est installé leur campement, près de Bitonto. Les troupes espagnoles dirigées par le comte de Montemar attaquent le 25 mai et obtiennent une écrasante victoire avec des milliers de prisonniers, y compris le prince de Belmonte, tandis que le vice-roi et d'autres agents de Visconti réussissent à se sauver grâce aux navires à quai dans Bari. Pour célébrer la victoire, Naples est illuminée pendant trois nuits et, le 30 mai, Charles accueille le général de Montemar avec tous les honneurs et le nomme duc de Bitonto. Cette même année, il est reconnu par la France.
Après la chute de Reggio de Calabre (20 juin), L'Aquila (27 juin), et Pescara (28 juillet), les deux derniers bastions autrichiens restés dans la péninsule sont Gaeta et Capoue. Le siège de Gaète a lieu en présence de Charles et prend fin le 6 août. Le 28, Montemar débarque avec ses troupes en Sicile et, le 2 septembre, il entre dans Palerme, débutant l'invasion de l'île. Capoue, énergiquement défendue par Von Traun, se rend seulement le 24 novembre après une longue résistance.
Dans le royaume, les avantages de l'indépendance se font sentir immédiatement, si bien que, en juillet 1734, le consul britannique Edward Allen écrit au duc de Newcastle : « Il s'agit certainement d'un bénéfice pour cette ville et ce royaume que le roi y réside ce qui fait que si l'argent entre, il n'en repart pas, ce qui s'est produit de manière importante avec les Allemands qui avaient asséché tout l'or de la population et la quasi-totalité de l'argent pour faire de grands dons à l'Empereur ».
Bien secondé par son ministre Tanucci qui est professeur de droit de l’université de Pise, Charles gouverne, réforme et modernise le royaume, s'attirant l'affection populaire. Il le nomme secrétaire d’État chargé de la Justice, puis ministre des Affaires étrangères et Premier ministre en 1735. Celui-ci, farouchement opposé aux privilèges de l’Église, prévoit dès 1746 la suppression de l’Inquisition.

#### Les relations avec le Saint-Siège
Les premières années du règne voient la cour de Naples engagée dans un conflit avec le Saint-Siège. Le royaume de Naples est un ancien fief des États pontificaux et c'est la raison pour laquelle le pape Clément XII, se considérant le seul légitime à investir le roi de Naples, ne reconnaît pas Charles de Bourbon comme souverain légitime et lui fait savoir qu'il considère invalide la nomination reçue de son père. Pour toute réponse, une commission réunie à Naples et présidée par le juriste toscan Bernardo Tanucci, conclut que l'investiture pontificale n'est pas nécessaire car le couronnement d'un roi ne peut être considéré comme un sacrement. Tanucci, nommé ministre de la Justice, met en œuvre une politique visant à limiter sévèrement le pouvoir du clergé dont les possessions sont toujours en augmentation, qui bénéficie de l'exonération des taxes et de ses propres tribunaux. Le gouvernement napolitain fait cependant des gestes de détente. Par exemple, il interdit le retour de l'historien des Pouilles qui se trouve en exil, Pietro Giannone, indésirable à la hiérarchie ecclésiastique.
La situation s'aggrave quand, en 1735, quelques jours avant le couronnement de Charles, le pape préfère accepter de l'empereur la traditionnelle offrande de la Chinea, une jument blanche et une somme d'argent que les rois de Naples offraient aux papes comme hommage féodal chaque 29 juin, sous l'égide des saints Pierre et Paul. La raison de ce choix est que l'empereur est encore considéré comme le souverain du royaume de Naples, sa Chinea est une coutume, celle de Charles, une nouveauté. Le pape considère qu'accepter l'hommage du premier est un geste moins sensationnel, et, ce faisant, il provoque la colère du très catholique futur roi de Naples.
Pendant ce temps Charles s'est rendu en Sicile, après avoir voyagé par voie terrestre à Palmi, et par la mer de Palmi à Palerme, et bien que la conquête de l'île ne soit pas terminée (Messine, Syracuse et Trapani sont encore aux mains de l'Autriche), le 3 juillet, il est couronné roi des Deux-Siciles, rex utriusque Siciliæ, dans la cathédrale de Palerme. Le couronnement a lieu en contournant l'autorité du pape, grâce à la légation apostolique de Sicile, privilège qui garantit à l'île une autonomie juridique particulière. Lors de la cérémonie, le légat du pape est absent alors que Charles aurait souhaité sa présence.

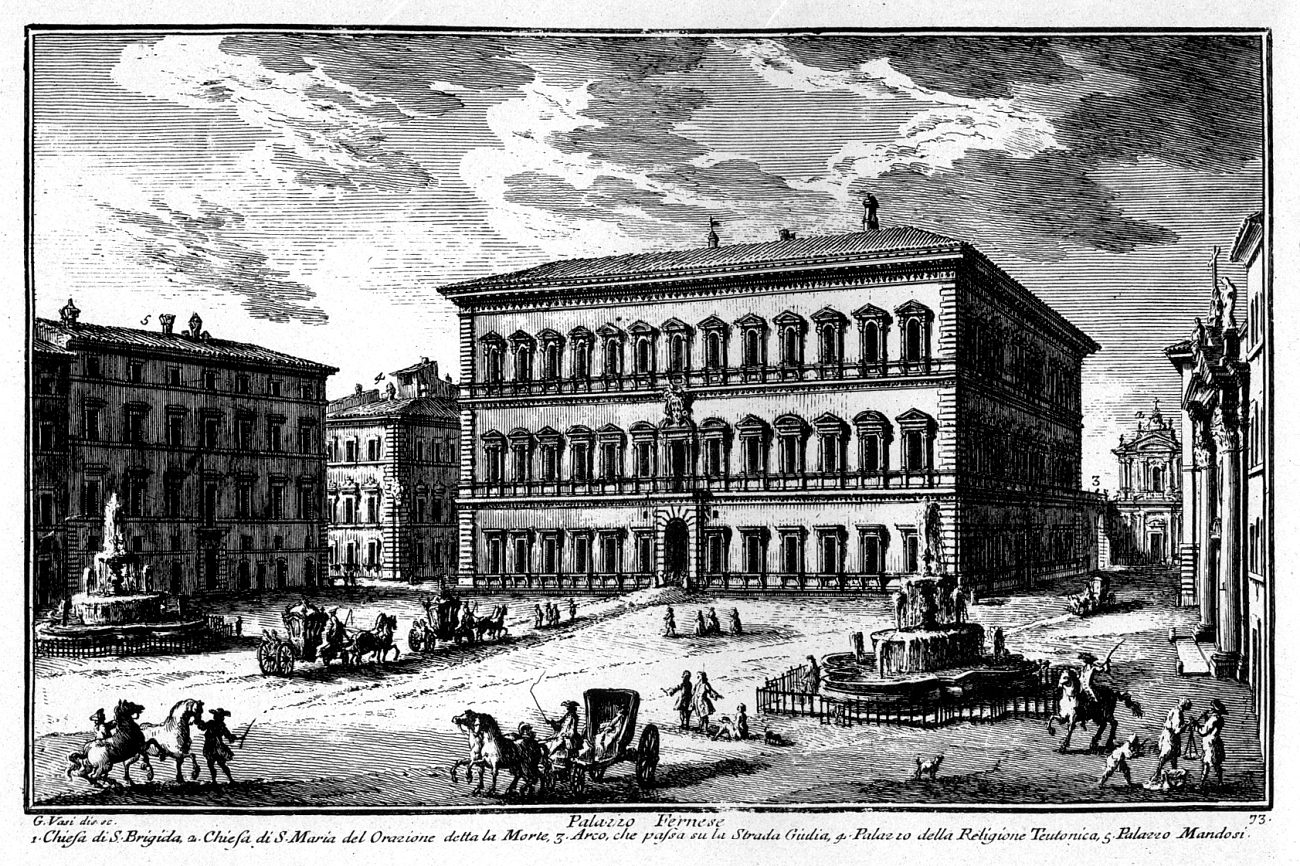
Palais Farnèse au XVIIIe siècle, gravure de Giuseppe Vasi.

En mars de l'année suivante, une nouvelle discorde s'installe entre Naples et Rome. Dans la capitale épiscopale, on découvre que les Bourbons enferment les citoyens romains dans le palais Farnèse, propriété du roi Charles, pour les recruter de force dans l'armée napolitaine. Des milliers d'habitants de Trastevere en colère assaillent le palais pour les libérer et ils s'abandonnent au pillage. La foule se dirige ensuite vers l'ambassade d'Espagne, place d'Espagne, et au cours des affrontements qui s'ensuivent, plusieurs soldats bourboniens sont tués, dont un officier. Les troubles s'étendent jusqu'à Velletri où la population attaque des troupes espagnoles en route pour Naples.
L'épisode est perçu comme un affront grave par les cours des Bourbons. Les ambassadeurs d'Espagne et de Naples quittent Rome, tandis que nonces apostoliques sont éloignés de Madrid et de Naples. Des régiments bourboniens pénètrent dans les États pontificaux et la menace est telle que certaines portes de Rome sont gardées et la garde civique doublée. Velletri est occupée et obligée de payer quarante mille écus en tant que ville occupée, Ostia est pillée, tandis que Palestrina n'évite le même sort que moyennant le paiement d'une rançon de quinze mille écus,.
Le comité des cardinaux, à qui est confié le dossier, décide d'envoyer une délégation de prisonniers du Trastevere et de Velletri à Naples comme réparation. Les sujets pontificaux sont punis par quelques jours en prison, puis, après avoir demandé le pardon royal, ils sont graciés. Le roi de Naples, grâce à la médiation de l'archevêque Giuseppe Spinelli et du grand aumônier de la cour Celestino Galiani, réussit à surmonter les différends avec le pape après de longues négociations au cours desquelles il obtient l'investiture le 10 mai 1738.

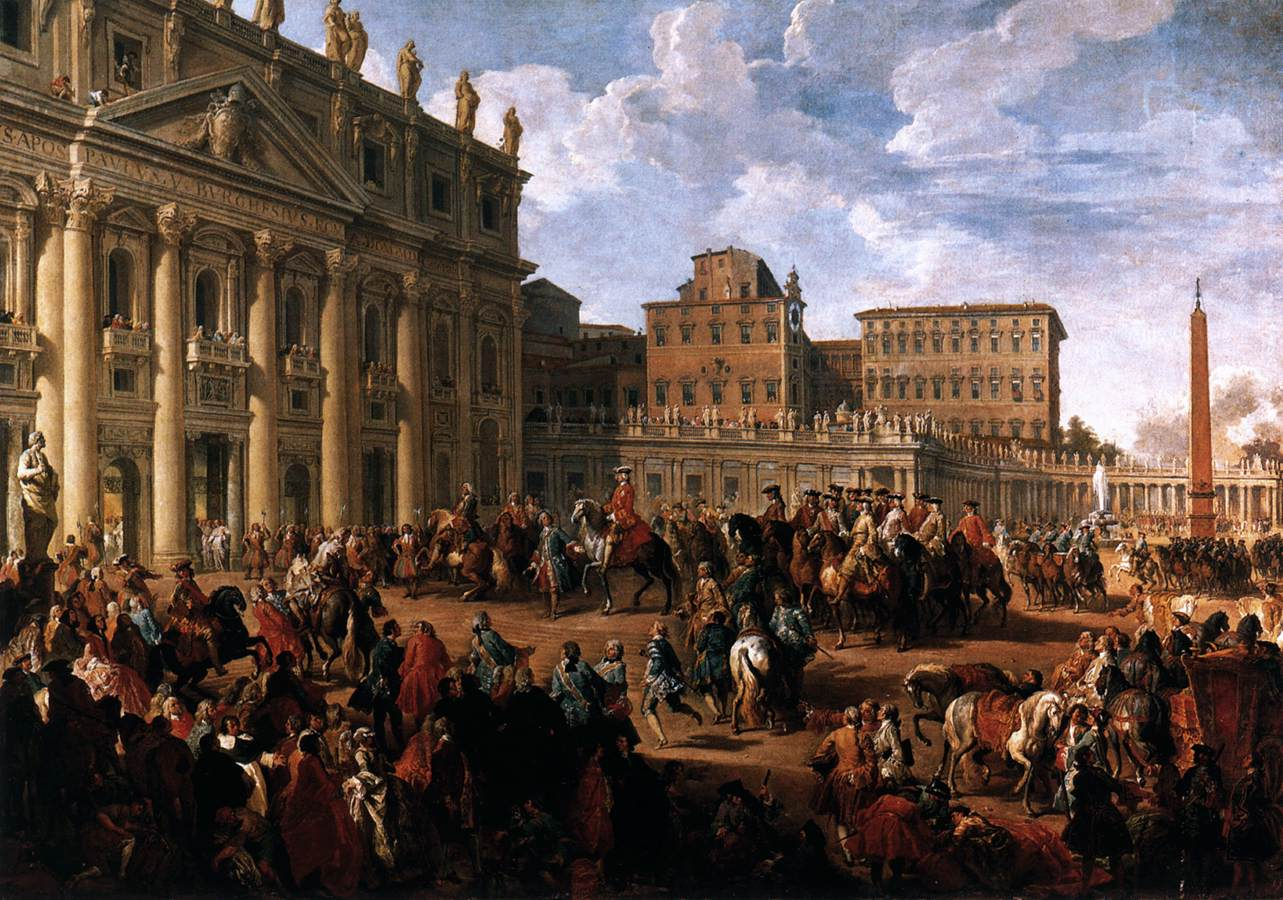
visitant la Basilique Saint-Pierre
Giovanni Pannini, 1746
Musée Capodimonte de Naples

En 1740, Clément XII meurt et il est remplacé par Benoît XIV qui, l'année suivante, conclut un concordat avec le royaume de Naples (it), qui permet la taxation de certaines propriétés du clergé, la réduction du nombre des ecclésiastiques et la limitation de leur immunité et de l'autonomie de la justice par le biais de la création d'un tribunal mixte.

#### Le choix du nom
Dans la bulle d'investiture, Charles de Bourbon est nommé roi de Naples sous le nom de « Charles VII », mais ce nom n'a jamais été utilisé par le souverain. À Naples, aucun nombre n'est ajouté à son nom, afin de marquer une nette discontinuité entre son règne et celui de ses prédécesseurs — autrichiens ou même espagnols — qui régnaient depuis l'étranger.
En Sicile, il est appelé Charles III de Sicile et de Jérusalem, utilisant l'ordinal « III » plutôt que « V » car les Siciliens ne reconnaissaient comme leurs souverains légitimes ni Charles d'Anjou, contre qui ils se rebellèrent, ni l'archiduc Charles d'Autriche, rapidement destitué de l'île.
Le nouveau souverain préféra donc utiliser la formule suivante, privée de numérotation, dans ses décrets :
| Carolus Dei Gratia Rex utriusque Siciliæ,, & Hyerusalem, &c. Infans Hispaniarum, Dux Parmæ, Placentiæ, Castri, &c. Ac Magnus Princeps Hæreditarius Hetruriæ, &c. | Charles, par la grâce de Dieu roi de Sicile et de Jérusalem, etc. Infant d'Espagne, duc de Parme, de Plaisance et de Castro, etc. Grand Prince de Toscane, etc. |

#### La paix avec l'Autriche et le mariage

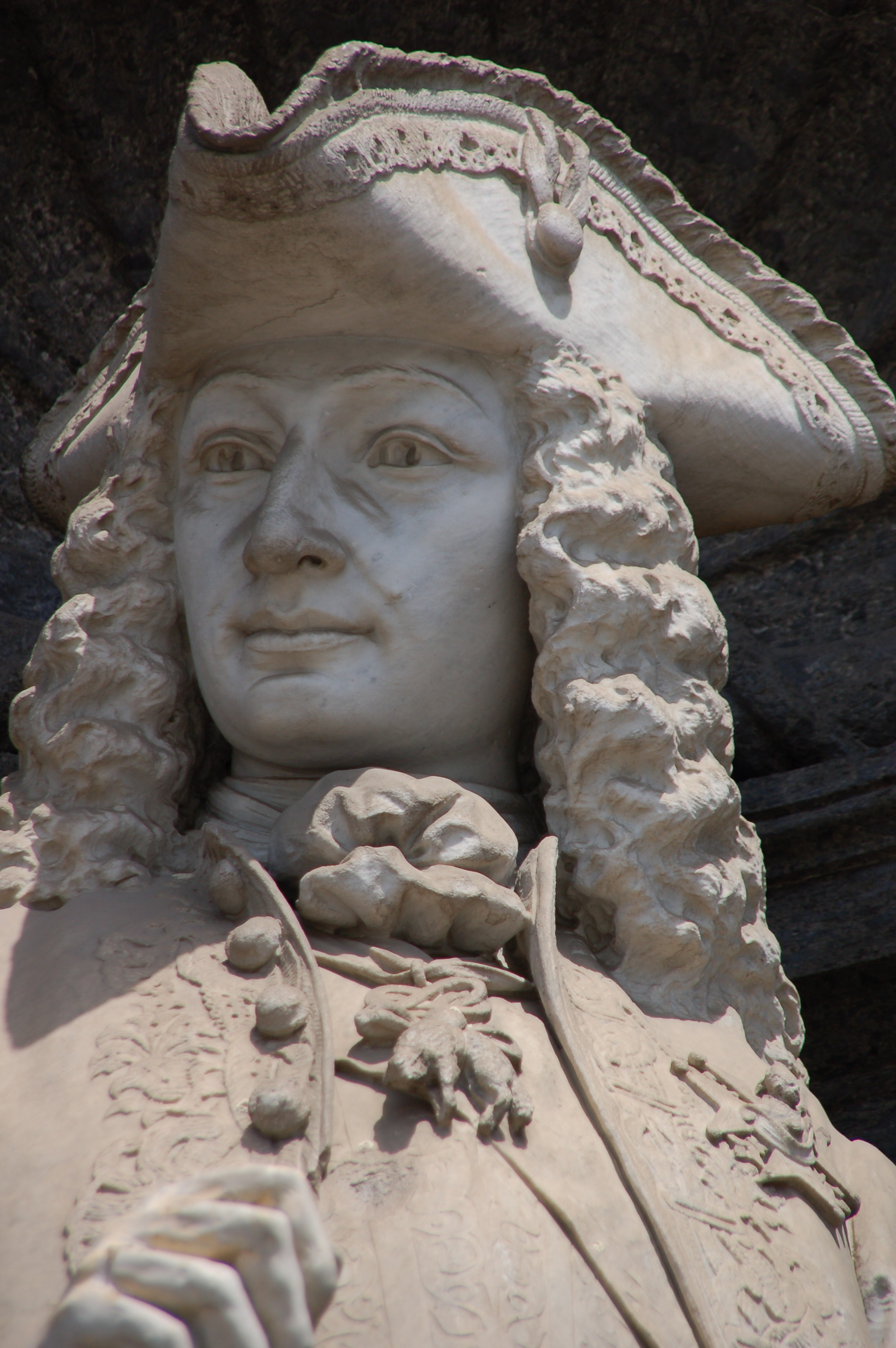
Détail de la statue de Charles sur la façade du palais royal de Naples.

Les négociations conduisent à la ratification de la paix le 3 octobre 1735, mais les dispositions en sont confirmées seulement le 18 novembre 1738 par le troisième traité de Vienne. C'est la coalition Savoie-Bourbon qui gagne la guerre. Charles est reconnu par toutes les puissances européennes comme le souverain légitime des Deux-Siciles et il obtient également l'État des Présides, à condition que ces États restent toujours séparés de la couronne d'Espagne. En contrepartie, il doit renoncer au duché de Parme et Plaisance qu'il cède à l'empereur, et le grand-duché de Toscane qui, une fois Jean-Gaston de Médicis mort, revient à François-Étienne de Lorraine, le mari de l'archiduchesse Marie-Thérèse. Il obtint toutefois le transfert à Naples de tous les biens hérités des Farnèse. Il emmena avec lui la collection d'œuvres d'art, les archives et la bibliothèque ducale, les canons du fort et même l'escalier de marbre du palais ducal,.
Parallèlement aux pourparlers de paix, Élisabeth Farnèse entame des négociations pour assurer à son fils un mariage avantageux. Brouillée avec Vienne et donc dans l'impossibilité d'obtenir la main d'une archiduchesse d'Autriche, son choix se porte sur Marie-Amélie de Saxe, fille du roi Auguste III de Pologne, neveu de l'empereur : ce mariage, qui est une alternative à une des archiduchesses, reste un moyen de consolider la paix avec l'Autriche,. La promesse de mariage est ratifiée le 31 octobre 1737. Marie-Amélie a alors à peine treize ans ; les diplomates napolitains obtiennent la dispense du pape ainsi que la permission pour le cortège nuptial de traverser les États pontificaux. La cérémonie est célébrée par procuration à Dresde en mai de l'année suivante, Frédéric-Christian de Saxe, frère de la mariée, représentant le roi de Naples. Le mariage facilite la conclusion du différend diplomatique avec le Saint-Siège : c'est le lendemain de la cérémonie de mariage que la bulle pontificale reconnaissant Charles comme roi de Naples est signée. La rencontre entre les deux époux a lieu le 19 juin 1738 à Portella, un village à la frontière du royaume près de Fondi. Au cours des festivités, le 3 juillet, le roi Charles crée l'ordre royal de Saint-Janvier, l'ordre chevaleresque le plus prestigieux des Deux-Siciles,.

#### La guerre de succession d'Autriche
La paix signée à Vienne est de courte durée : en 1740, à la mort de Charles VI, l'échec de la Pragmatique Sanction déclenche la dernière grande guerre de succession. L'Espagne, avec la France et la Prusse, s'oppose à l'Autriche de Marie-Thérèse et à la coalition qui la soutient, que rejoignent la Grande-Bretagne et le royaume de Sardaigne.
Le roi Charles souhaite que la Sicile (avec Naples) reste neutre, mais son père Philippe V lui ordonne d'envoyer des troupes dans l'Italie centrale pour appuyer celles, franco-espagnoles, qui font face à l'armée autrichienne et piémont-sarde. Le roi napolitain envoie sur le front dix mille hommes sous le commandement du duc de Castropignano, mais il est obligé de revenir sur ses pas en 1742, la marine britannique menaçant de bombarder Naples avec treize navires si Naples ne se retire pas du conflit,.
La décision de rester neutre est mal perçue par la France et l'Espagne, et elle n'est pas acceptée non plus par les nations ennemies qui, par le traité de Worms de 1743, prévoient que Naples et l'État des Présides retournent à l'Autriche et la Sicile à la Savoie. Les parents de Charles l'encouragent à prendre les armes prenant pour exemple son frère cadet, l'infant Philippe, qui s'est distingué au cours de nombreuses batailles. Le 25 mars 1744, après avoir publié une proclamation pour rassurer ses sujets, le roi des Deux-Siciles prend le commandement de son armée contre les armées autrichiennes du prince de Lobkowitz, qui marchent vers la frontière napolitaine.

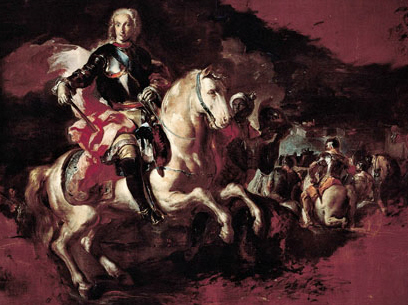
Triomphe de Charles de Bourbon lors de la bataille de Velletri, Francesco Solimena, 1744, palais de Caserte.

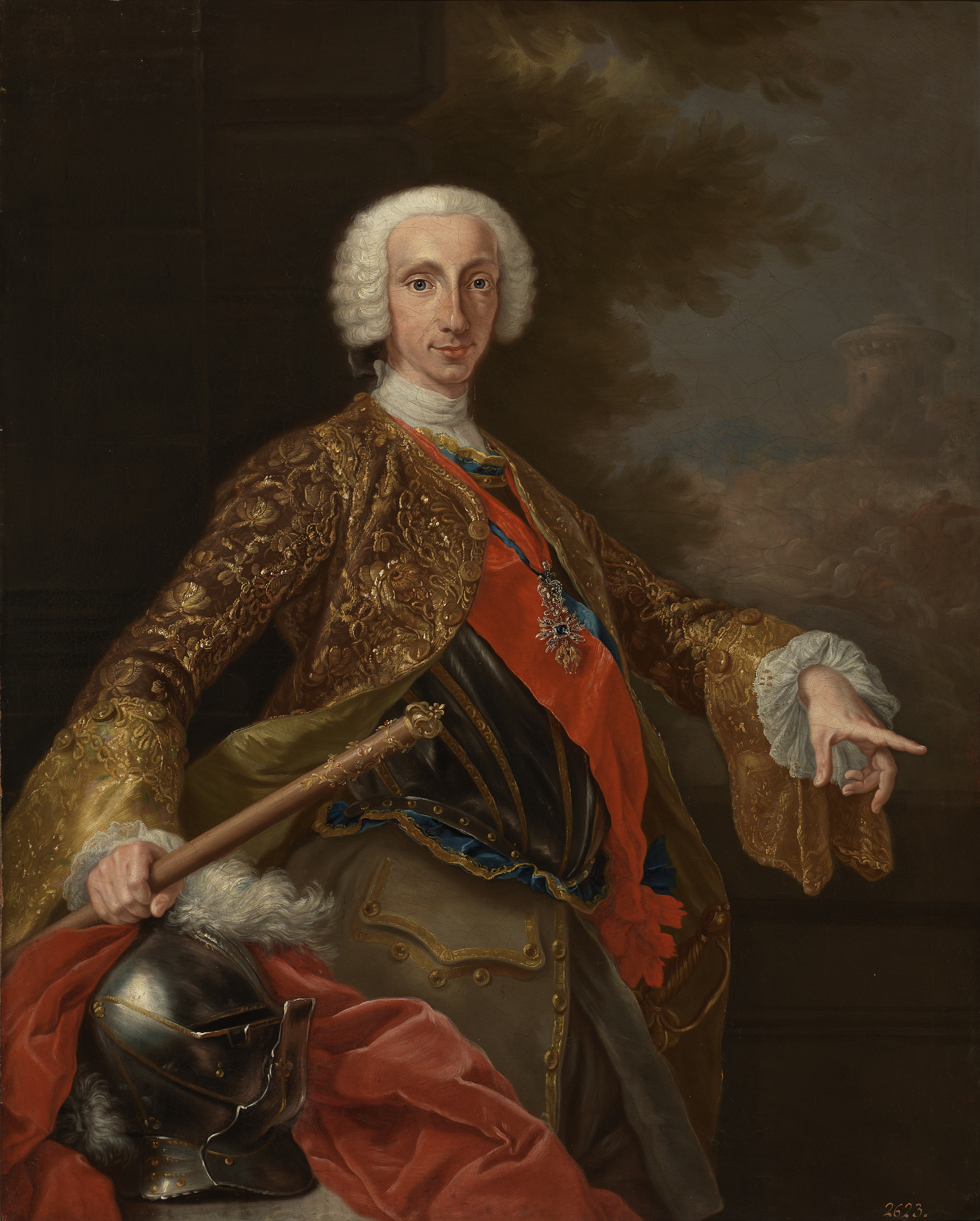
Charles de Bourbon, roi des Deux Siciles, par Giuseppe Bonito (vers 1745), musée du Prado.

Afin de contrer le parti pro-autrichien, un nouveau conseil est constitué sous la direction de Tanucci, qui procède à l'arrestation de plus de huit cents personnes. Le 11 avril, Marie-Thérèse s'adresse aux Napolitains par une proclamation dans laquelle elle promet, sans résultat, le pardon et des avantages afin de susciter une rébellion contre les « usurpateurs » bourboniens,.
La participation de la Sicile au conflit aboutit le 11 août à la bataille décisive de Velletri, au cours de laquelle les troupes napolitaines dirigées par le roi Charles et le duc de Castropignano, et celles espagnoles sous les ordres du comte de Gages, battent nettement les Autrichiens de Lobkowitz, lui imposant de lourdes pertes. Le courage démontré par Charles conduit le roi de Sardaigne Charles-Emmanuel III, son ennemi, à écrire qu'« il a révélé une constance digne de son sang et qu'il s'est comporté glorieusement »,,.
La victoire de Velletri assure au roi Charles la possession définitive des Deux-Siciles et la paix d'Aix-la-Chapelle de 1748 donne à son frère Philippe le duché de Parme, Plaisance et Guastalla, accentuant ainsi la présence des Bourbons en Italie.

#### Le règne sur Naples
En 1746, Philippe V meurt et l'ascension sur le trône espagnol du fils du premier lit, Ferdinand VI, met un terme à la puissance d'Élisabeth Farnèse, laissant Charles libre de toute ingérence de la Cour espagnole.
La même année, le cardinal-archevêque Spinelli tente d'introduire l'Inquisition à Naples, provoquant une réaction violente des Napolitains qui implorent l'intervention du roi Charles. Le roi pénètre dans la basilique del Carmine, et, touchant l'archevêque de la pointe de son épée, lui jure qu'il ne permettra pas la création de l'institution ecclésiastique dans son royaume. Spinelli, qui jusque-là bénéficiait de la faveur du roi et du peuple, se retire de la ville. Sir James Gray (en), ambassadeur de Grande-Bretagne, écrit : « La manière dont le roi s'est comporté à cette occasion est considérée comme un des actes les plus populaires de son règne ».

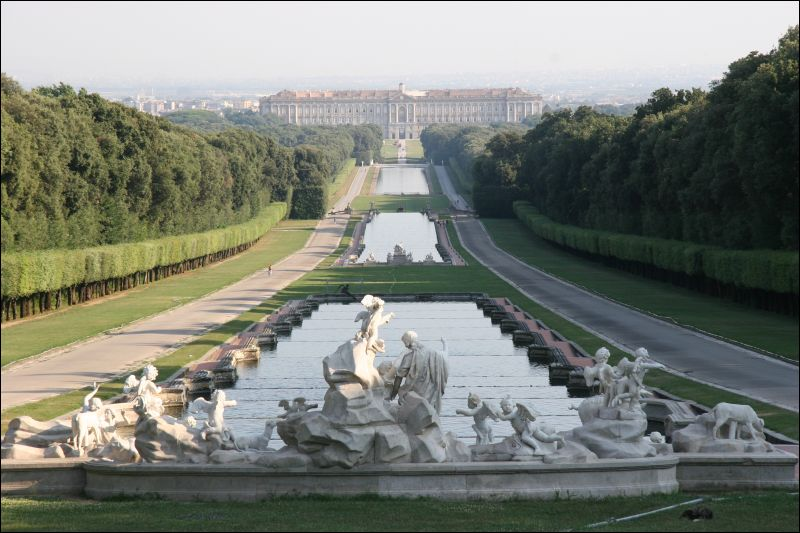
Vue du palais de Caserte.

Désireux de construire un palais qui pourrait rivaliser avec Versailles en magnificence, en 1751, le roi Charles décide de construire la résidence royale de Caserte, lieu où il possède déjà un pavillon de chasse et qui lui rappelle le paysage de San Ildefonso en Espagne. La tradition veut que son choix se soit porté sur la ville parce que, loin du Vésuve et de la mer, elle garantit une protection en cas d'éruption du volcan et contre les incursions ennemies. La construction est réalisée par l'architecte italo-néerlandais Luigi Vanvitelli qui débute officiellement les travaux le 20 janvier 1752, jour du trente-sixième anniversaire du roi, après une somptueuse cérémonie.
Inspiré par le père Gregorio Maria Rocco (it), prédicateur dominicain, il confie au cours de ces années à l'architecte Ferdinando Fuga la construction d'un édifice où les indigents, les chômeurs et les orphelins reçoivent le gîte, le couvert et un enseignement : la Real Albergo dei Poveri, un bâtiment colossal mais qui ne correspond qu'à la moitié de celui qui était prévu initialement.
Charles de Bourbon est un roi très aimé des Napolitains, réussissant à se mettre en syntonie avec la population et ses besoins. Au fil des ans, passant outre l'influence de ses ministres, il concentre les pouvoirs et il apparaît plus en plus comme le principal, sinon le seul artisan de l'éveil des royaumes de Naples et de Sicile, après des siècles de domination étrangère.
Le principal mérite de Charles est, en effet, d'avoir recréé la « nation napolitaine », d'avoir rendu le royaume indépendant et souverain. Il est aussi l'artisan d'une politique de profondes réformes administratives, sociales et religieuses que le royaume attendait depuis longtemps.
Parmi les initiatives visant à faire émerger le royaume des difficiles conditions économiques, Charles crée le Conseil du commerce qui négocie avec les Turcs, les Suédois, les Français et les Néerlandais. Il fonde une compagnie d'assurances et prend des mesures pour protéger le patrimoine forestier ; il essaie également de démarrer l'exploitation des ressources minérales.
Parmi les autres réalisations en matière de constructions publiques, Charles s'attèle à la restauration du palais royal de Naples, la construction du palais de Portici, du théâtre San Carlo (construit en seulement 270 jours), du palais royal de Capodimonte, et la restauration de nombreux ports. Il contribue à la création de la fabrique de porcelaines de Capodimonte, érige le fort militaire de Granatello, et crée, à partir de presque rien, une armée nationale et une flotte.
Pour le domaine culturel, il ordonne l'excavation systématique des villes enfouies par l'éruption du Vésuve en 79 : Pompéi, Herculanum, Oplontis et Stabies. Lors des travaux de construction de la route reliant le Nord du royaume au Sud en 1752 les restes de la ville de Paestum sont découverts. Il réalise le nouveau siège de l'université, l'Académie Ercolanese, la bibliothèque royale et le musée archéologique national de Naples[réf. nécessaire][Information douteuse].
Le royaume de Naples reste neutre pendant la guerre de Sept Ans (1756-1763) car Tanucci craint les visées expansionnistes de Charles-Emmanuel III de Savoie. Le Premier ministre britannique, William Pitt, aurait voulu créer une ligue italienne afin que le royaume de Naples et de Piémont-Sardaigne luttent unis contre l'Autriche de Marie-Thérèse, mais Charles refuse d'adhérer. Ce choix est vivement critiqué par l'ambassadeur napolitain à Turin, Domenico Caraccioli, qui écrit :

« La situation des affaires italiennes n'est pas des plus belles, mais elle est aggravée par le fait que le roi de Naples et le roi de Sardaigne, ayant de plus grandes forces que les autres, pourraient s'opposer aux plans de leurs voisins, et se défendre, ainsi, contre les dérangeurs et les brouilleurs de la paix s'ils étaient en quelque sorte unis, mais ils sont séparés par la distance et peut-être aussi par leurs différents systèmes de gouvernement. »

Avec la république de Gênes les relations sont tendues : Pasquale Paoli, général des rebelles indépendantistes corses, est un officier de l'armée napolitaine et les Génois soupçonnent qu'il reçoit des aides du royaume de Naples.
Après le départ de Charles, Tanucci préside le Conseil de régence de son fils Ferdinand jusqu’à la majorité de l’enfant, mettant en place sa politique anticurialiste.

### La succession au trône d'Espagne

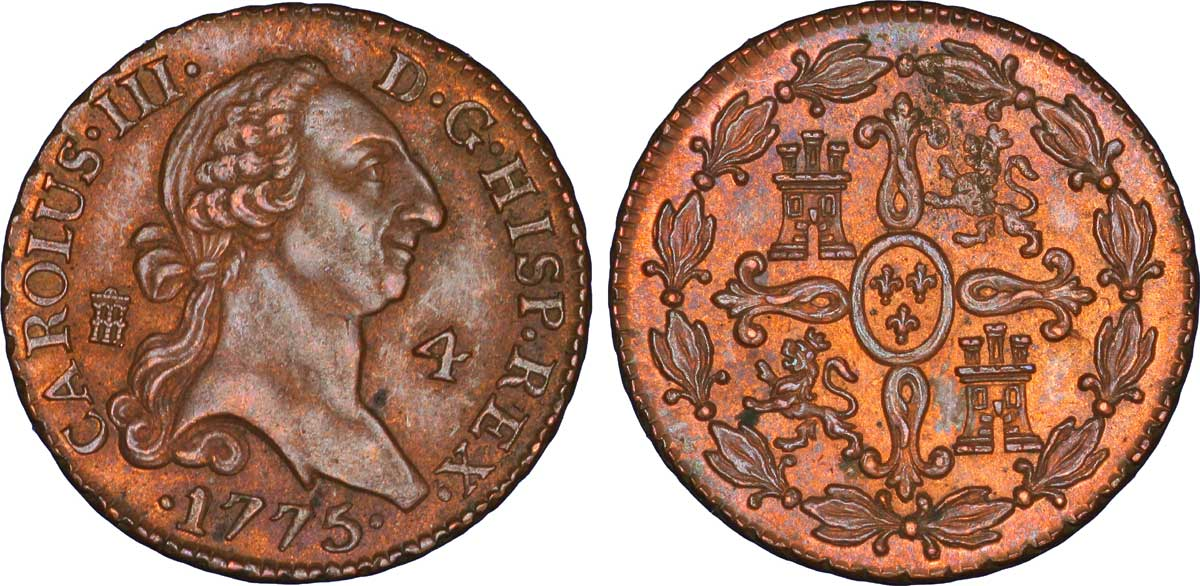
4 maravedis à l'effigie de, 1775.

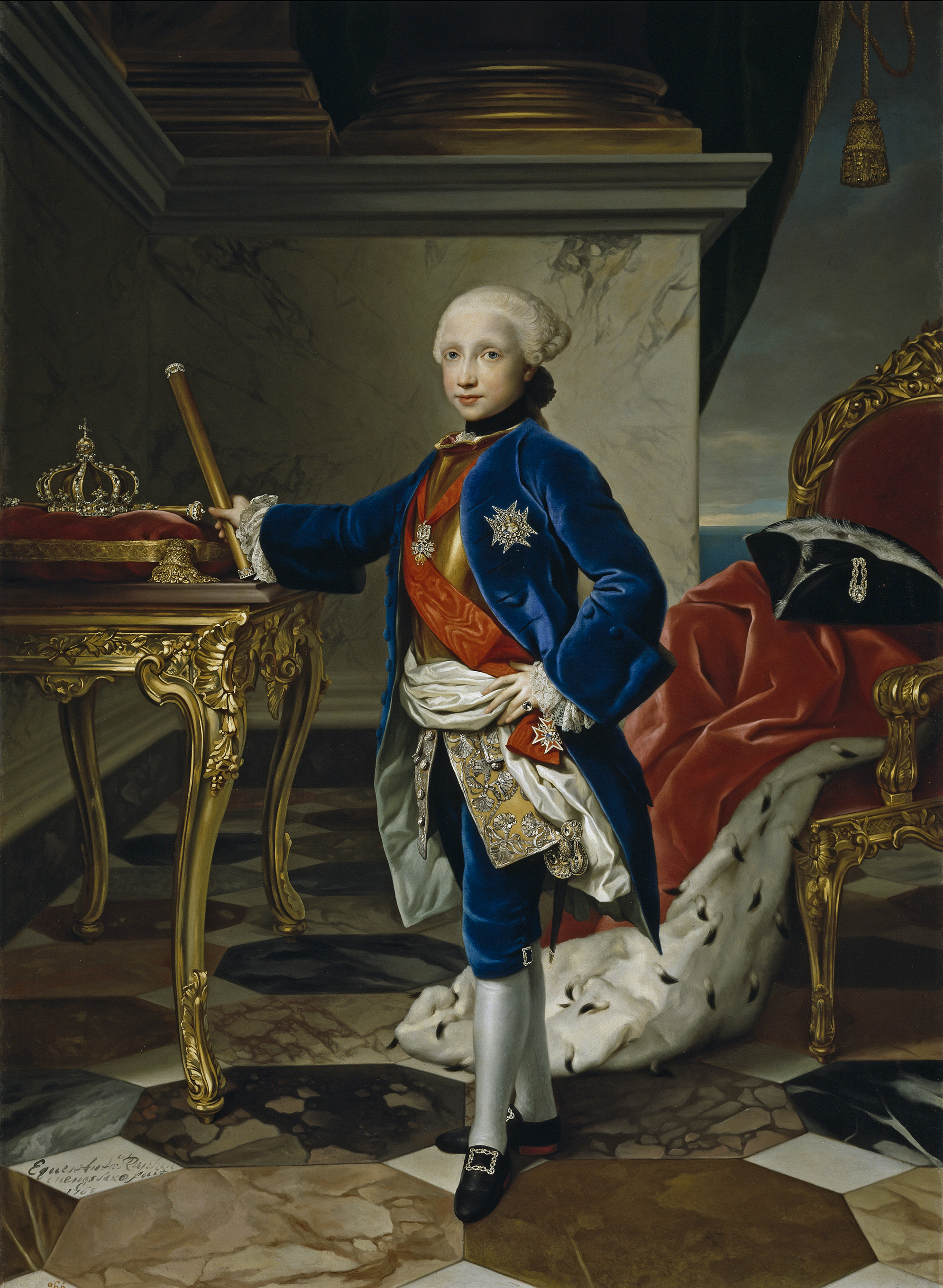
Ferdinand IV de Naples à l'âge de neuf ans, Anton Raphael Mengs, musée du Prado.

À partir de 1758, Ferdinand VI d'Espagne, affligé par la mort de sa femme Marie-Barbara de Portugal, commence à manifester des symptômes de cette forme de maladie mentale qui a frappé son père. Étant sans descendance, il nomme le 10 décembre 1758 son demi-frère Charles comme son héritier universel, puis il quitte Madrid pour se réfugier à Villaviciosa de Odón, où il meurt le 10 août de l'année suivante.
Charles est proclamé roi d'Espagne sous le nom de Charles III, et respectant les décisions prises par le troisième traité de Vienne, qui exclut la possibilité d'une union personnelle entre les Deux-Siciles et l'Espagne, il prend le titre de « Seigneur des Deux-Siciles », en attendant de nommer un successeur au trône de Naples. Le traité d'Aix-la-Chapelle, que Charles n'avait pas ratifié, avait prévu l'éventualité de son accession au trône d'Espagne et que le trône de Naples reviendrait à son frère le duc de Parme Philippe Ier, tandis que les possessions de ce dernier seraient réparties entre Marie-Thérèse d'Autriche (Parme et Guastalla) et Charles-Emmanuel III de Savoie (Plaisance).
Déterminé à maintenir ses descendants sur le trône, le roi Charles a entrepris depuis longtemps des négociations diplomatiques avec Marie-Thérèse, et en 1758 ils signent le quatrième traité de Versailles, par lequel l'Autriche renonce aux duchés italiens et cesse de soutenir la nomination de Philippe au trône de Naples. Charles-Emmanuel III continue par contre à faire pression sur Plaisance, menaçant de l'occuper, mais afin de défendre le duché de son frère, Charles déploie ses troupes le long des frontières pontificales. Grâce à la médiation de Louis XV, apparenté aux protagonistes, le roi de Sardaigne renonce finalement à Plaisance et se contente d'une compensation financière. Charles réussit donc à assurer la succession à l'un des fils et en même temps à réduire les ambitions des Savoie. Selon Domenico Caracciolo, ce fut « un coup fatal aux espoirs et aux desseins du roi de Sardaigne ».

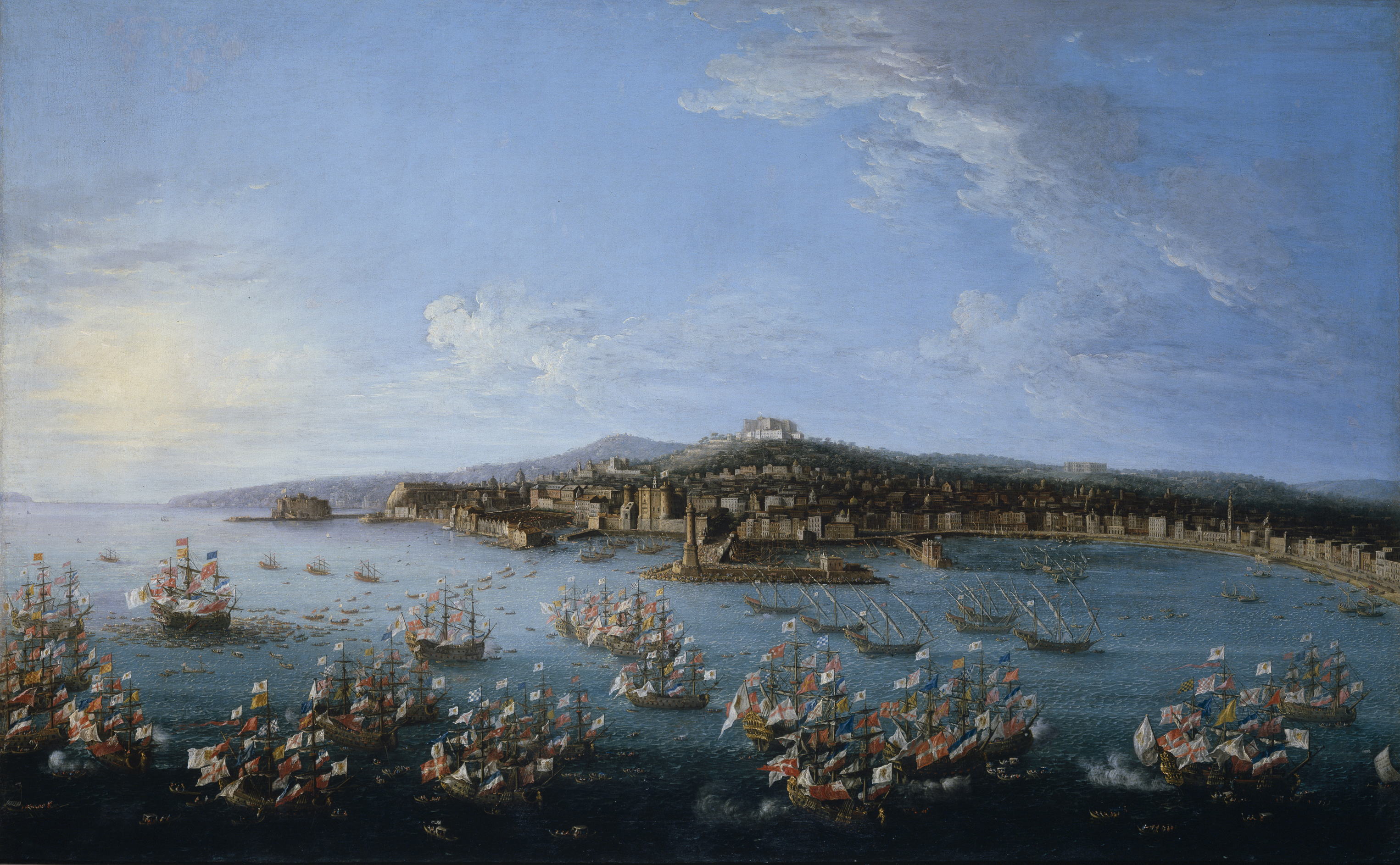
Départ de Charles de Bourbon pour l'Espagne en 1759, Antonio Joli, musée de Capodimonte, Naples.

Le fils aîné de Charles, Philippe-Antoine, souffrant de maladie mentale, le titre de prince des Asturies, réservé aux héritiers au trône d'Espagne, est affecté au second fils, Charles-Antoine. Le droit à hériter des Deux-Siciles passe alors au troisième fils, Ferdinand, en faveur de qui Charles a abdiqué le 6 octobre 1759, par le biais de la Pragmatique Sanction (it) qui décrète la séparation définitive entre les couronnes espagnole et napolitaine.
Ferdinand devient roi de Naples, à seulement huit ans, sous le nom de Ferdinand IV (Ferdinand III comme roi de Sicile), et afin de consolider l'alliance avec l'Autriche, il est destiné à épouser une des filles de Marie-Thérèse. Charles le confie à un Conseil de régence composé de huit membres, dont le membre le plus puissant est Tanucci, qui met en place sa politique anticurialiste. Ce conseil gouverne jusqu'à ce que le jeune roi ait seize ans. Mais les décisions les plus importantes sont toujours prises à la cour madrilène.
Les autres enfants s'embarquent avec leurs parents pour l'Espagne. Charles est également suivi de plusieurs de ses collaborateurs, comme le marquis Squillace (qui devient Esquilache en Espagne). La flotte appareille du port de Naples le 7 octobre et arrive à Barcelone dix jours plus tard, accueillie par de grandes fêtes.

### La période espagnole

Blason de, utilisé à partir de son règne par tous les rois d'Espagne jusqu'en 1931.

Contrairement à la période précédente, la politique de Charles comme roi d'Espagne est généralement considérée comme controversée. Alors que sa politique intérieure est certainement bénéfique pour le pays, sa politique étrangère connaît des échecs. Représentatif des despotes éclairés du XVIIIe siècle et suivant les idées des Lumières qu'il a déjà tenté de mettre en application à Naples, Charles III réalise d'importantes transformations politiques, économiques et sociales, avec l'aide de ministres — en particulier le marquis d'Esquilache, le comte d'Aranda, Campomanes, le comte de Floridablanca, Richard Wall et Jerónimo Grimaldi.

#### Les conflits
La traditionnelle amitié avec la France l'amène à tenter de contrer la puissance anglaise en un moment peu propice. Par le « pacte de famille » avec Louis XV, l'Espagne se trouve impliquée dans la phase finale de la guerre de Sept Ans, avec de lourdes pertes. La guerre s'achève par le traité de Paris de 1763, qui stipule la cession par l'Espagne de la Floride et des territoires du golfe du Mexique à la Grande-Bretagne et de la Colonia del Sacramento au Portugal, allié de l'Angleterre. En compensation, la France cède à l'Espagne la Louisiane.
En 1770, une autre vaine aventure le mène de nouveau en guerre contre la Grande-Bretagne pour la possession des îles Falkland (Malouines). En 1779, malgré ses réticences, il soutient la France et les nouveaux États d'Amérique aux côtés des Insurgents au cours de la guerre d'indépendance américaine, mais sans pour autant reconnaître formellement l'indépendance des Treize Colonies : il est conscient que l'indépendance des colonies britanniques aura à terme un effet négatif sur les possessions des colonies espagnoles d'Amérique. L'Espagne recouvre la Floride en 1781, grâce au gouverneur de Louisiane, Gálvez, puis l'île de Minorque en 1782 (perdue en 1708). Le traité de Paris de 1783 confirme la récupération de la Floride, des territoires du golfe du Mexique et de Minorque, mais pas de Gibraltar.
En Méditerranée, il tente à plusieurs reprises, en 1775, 1783 et 1784, de punir les pirates d'Alger. Mais il ne réussit pas dans ces expéditions à libérer les mers des pirates barbaresques ni à obtenir des concessions économiques.

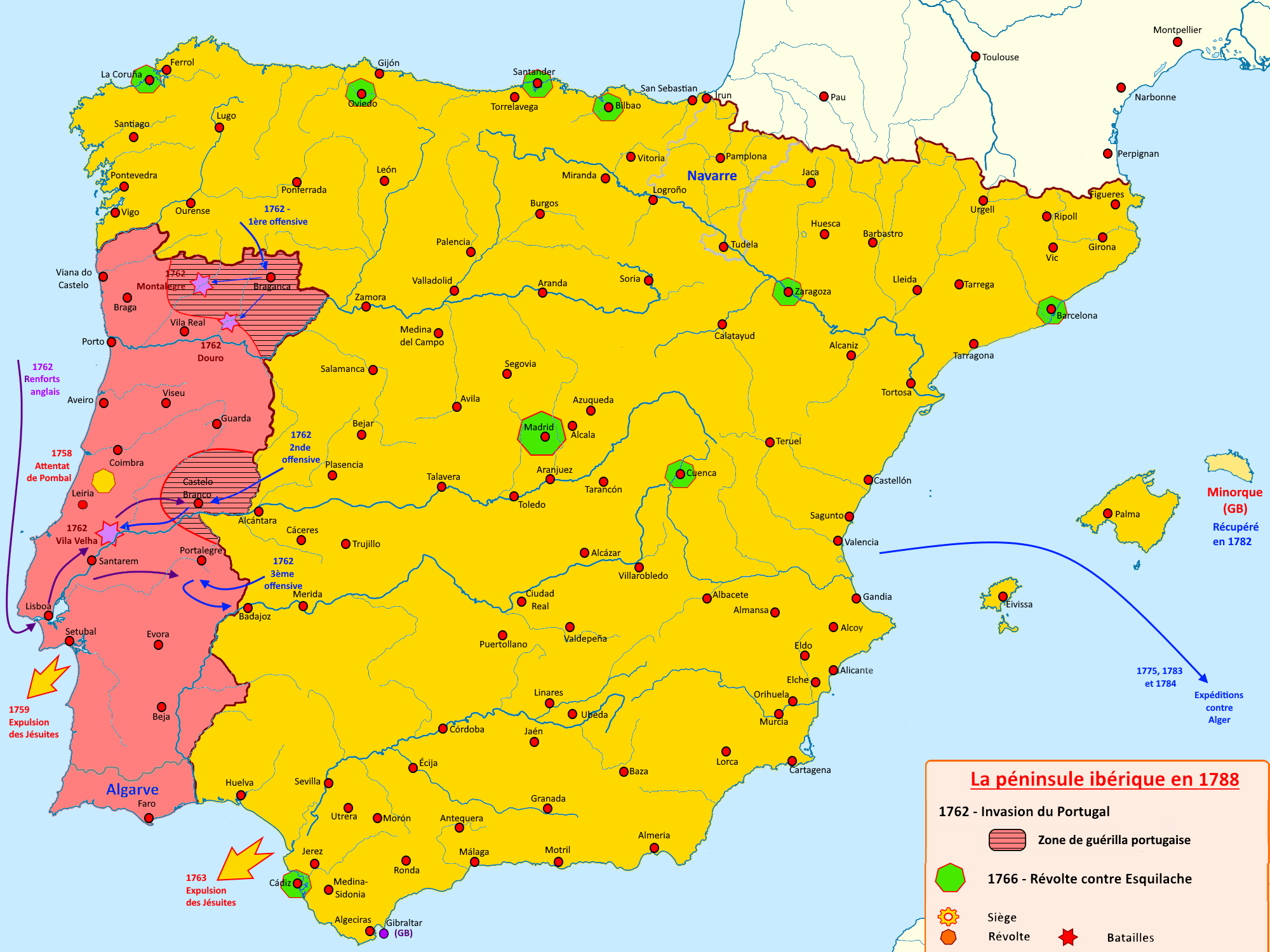
L'Espagne sous le règne de.

#### La politique intérieure

##### L’opposition politique

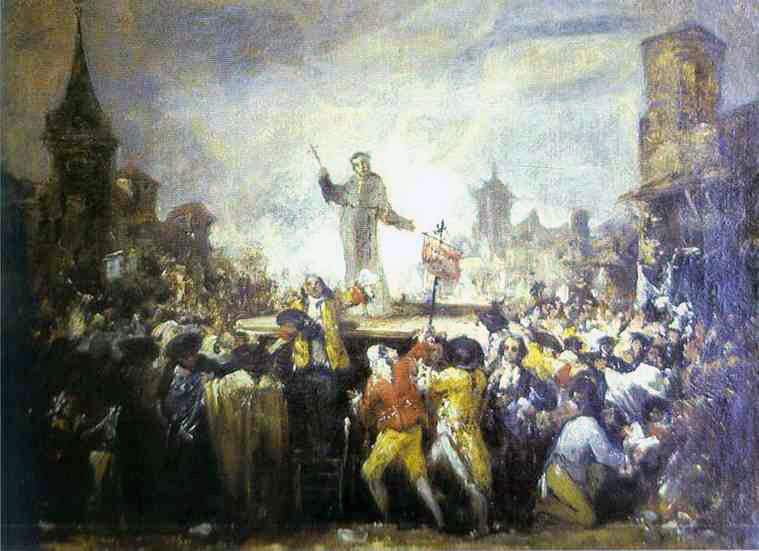
La Révolte contre Esquilache, par Francisco de Goya.

Lors de son accession au trône, Charles III nomme secrétaire aux Finances et du Trésor le marquis d'Esquilache, et tous deux réalisent de nombreuses réformes. L'armée et la marine sont réorganisées, même si les résultats dans ce domaine ne sont pas très bons en raison de la participation à la guerre de Sept Ans ; celle-ci réclamant des rentrées fiscales plus importantes, il accroît la pression fiscale (il crée aussi la Loteria Nacional). La taxe sur la farine est supprimée et le commerce des céréales est libéralisé, ce qui provoque une envolée des prix à cause des « accapareurs », spéculant sur les mauvaises récoltes des années passées.
Le 23 mars 1766, la révolte contre Esquilache éclate, ne prenant fin que le 26 mars. Elle est provoquée par l'ordre donné aux Madrilènes de porter la cape courte et le tricorne à la mode française plutôt que la cape longue et le sombrero. La révolte se généralise contre la politique de réforme et les ministres étrangers du gouvernement : de Madrid, elle s'étend à toute l'Espagne — Cuenca, Saragosse, La Corogne, Oviedo, Santander, Bilbao, Barcelone, Cadix et Carthagène entre autres. Les révoltés exigent la baisse des prix des aliments, le retrait de l'ordre sur les vêtements, le renvoi des ministres étrangers et le pardon général. Charles III cède et s'appuyant sur des réformistes espagnols, il remplace Esquilache par le comte d'Aranda, Pedro Rodriguez de Campomanes prenant le secrétariat des Affaires économiques. Le nouveau gouvernement nomme une commission chargée de découvrir les causes de la révolte.
Campomanes cherche à montrer au roi que le vrai meneur de la révolte contre Esquilache est l'ordre des jésuites à qui on reproche ses grandes richesses, le contrôle des nominations et de la politique ecclésiastiques, l'appui inconditionnel au pape, sa loyauté au marquis de la Ensenada, sa participation aux affaires du Paraguay et enfin sa participation à la révolte d'Esquilache. Pour toutes ces raisons, par le décret royal du 27 février 1767, également appelé la Pragmatique Sanction de 1767, les jésuites sont expulsés d'Espagne et toutes leurs possessions confisquées.

##### Une politique de réformes
- Noblesse

Durant le règne de Charles III, elle décroît : elle représente, d'après le Catastro de Ensenada, encore 4 % de la population au milieu du XVIIIe siècle. Son pouvoir économique s'accroît, grâce aux mariages entre familles qui permettent l'accumulation des biens. Par un décret de 1783, le roi permet le travail manuel aux nobles, qui leur était jusque-là interdit sous peine de « déchoir ».
- Clergé

Les possessions de l'Église sont très importantes. Alors que le clergé représente 2 % de la population, il est propriétaire de 15 % des terres labourables de Castille et perçoit 10 % de ses revenus. Aux biens immobiliers s'ajoutent la levée de la dîme et d'autres taxes comme les rentes hypothécaires et les loyers. Le plus riche des diocèses d'Espagne est Tolède dont la rente annuelle s'élève à 3,5 millions de réals.
- Tiers état

La majorité de la population est composée de paysans dont une part non négligeable de journaliers, dont les conditions de vie sont misérables. Les artisans, d'après le Catastro de Ensenada, représentent 15 % de la population, leurs conditions de vie sont plus enviables.
Sur le front intérieur, il s'emploie à la modernisation du pays.
À la suite de l'expulsion des jésuites, l'enseignement dans les universités du royaume est réorganisé, la philosophie des Lumières est mise au programme tandis que les heures de théologie et de droit sont réduites au profit des disciplines scientifiques. Il soumet les universités au patronage royal, et il crée en 1770 à Madrid les Estudios de San Isidro, destinés à être un centre moderne d'enseignement qui sert de modèle, ou encore les Escuelas de Artes y Oficios d'enseignement technique. Des écoles professionnelles sont créées afin de former des artisans ainsi que des académies artistiques. Les propriétés des jésuites servent à créer de nouveaux centres d'enseignement et des résidences universitaires ; leurs revenus destinés à la création d'hospices et d'hôpitaux. Il décerne par ailleurs en 1785 le titre d'« université royale » au Colegio de Santo Tomas, première université des Philippines et d'Asie.
Dans le même temps, le système juridique est modernisé : la torture est abolie, l'usage de la peine de mort est limité, le pouvoir de l'Inquisition est en grande partie réduit (même si elle n'est pas abolie) et les gitans se voient reconnaître un statut.

Densités de population selon le recensement de Floridablanca en 1787.

Influencés par les physiocrates, le roi et ses ministres se montrent particulièrement actifs dans le développement de l'agriculture : dans son Tratado de la Regalía de la Amortización, Campomanes en souligne l'importance afin de garantir le bien-être de l'État et de la population. Il défend une redistribution plus équitable des terres, une réforme des contrats agricoles, l'abolition de la lourde mesta, l'association des éleveurs et la transformation de nombreuses terres de pâturage en terres agricoles. Ces idées sont défendues par les Sociedades Económicas de Amigos del País (« Sociétés Économiques des Amis du Pays »), précurseurs des chambres de commerce actuelles, soutenues par le ministre José de Gálvez. Campomanes élabore un décret visant à repeupler l'Andalousie et les zones de la sierra Morena, des terres mal exploitées propriétés de la noblesse et en proie au banditisme. À cette fin, les catholiques flamands et allemands ainsi que les Espagnols sans emploi sont encouragés à s'y installer, ce qui contribue au développement de la région. Durant le règne sont également réalisés les premiers recensements par le comte Floridablanca — ces recensements permettent d'ailleurs de perfectionner les résultats du cadastre de Ensenada, établi en 1749. Pour remédier à la pénurie démographique, des aides sont créées pour les familles nombreuses.
Charles III s'efforce d'améliorer l'efficacité de l'économie. Dans le domaine monétaire, il unifie les monnaies en 1772 et crée la banque de San Carlos en 1782. Dans le domaine fiscal, il réduit les taxes de douane. Il lance également une réforme fiscale qui touche les privilèges fiscaux du clergé et de la noblesse avec l'introduction d'un impôt sur le revenu et d'un impôt foncier, grâce à la mise en œuvre du cadastre, dont la réalisation est très semblable à celui de Naples. Dans le domaine industriel, il développe un ambitieux projet, basé sur le textile et la mécanique. Il crée ou soutient des manufactures de luxe : porcelaine à la Fabrique royale de porcelaine du Buen Retiro en 1760, cristal à la Fabrique royale de cristal de la Granja, orfèvrerie à la Real Fábrica de Platería Martínez en 1778. Certaines régions, telles que les Asturies et la Catalogne s'industrialisent rapidement, et les exportations de laine brute sont fortement réduites au profit des tissus travaillés. Enfin, Charles III relance le commerce colonial, en formant de nouvelles compagnies, comme la Compagnie royale des Philippines en 1785, puis il rend libre le commerce avec l'Amérique en 1778.
En 1783, le comte d'Aranda proposa à Charles III un plan de transformation politique de l'Amérique espagnole. Le roi d'Espagne n'aurait conservé directement que des appuis en Amérique du Sud, Cuba et Porto Rico, et il serait devenu empereur et suzerain de trois rois choisis parmi les infants d'Espagne et lui payant tribut : celui de la Nouvelle-Espagne, qui lui enverrait des barres d'argent ; celui de Terre-Ferme (Colombie et Venezuela), qui s'acquitterait en épices et en tabac ; et celui du Pérou, qui expédierait des lingots d'or. Charles III était trop prudent pour accepter ce projet mais on a parfois considéré qu'il était prémonitoire et aurait peut-être évité aux pays de l'Amérique espagnole les sanglants chapitres de la conquête de leur indépendance. En 1785, le comte d'Aranda, pour peupler la Louisiane face aux Anglo-Saxons, suggère d'obtenir du roi Louis XVI de pouvoir y établir les derniers Acadiens qui restaient non-assimilés en France. Les transactions avec Vergennes aboutissent en avril 1784 : les frais de transports seront payés par l'Espagne, la France réglera ses arriérés de pensions aux Acadiens. Sept navires sont ainsi armés et partent de Nantes en 1785 vers La Nouvelle-Orléans. On peut avancer le chiffres de 1 596 Acadiens qui ont été transportés ainsi sur le Bon Papa et le Saint-Rémy armés par Jean Peltier Dudoyer, la Bergère armée par Joseph Monesron Dupin, la Caroline, commandée par Nicolas Baudin, le Beaumont, l'Amitié et la Ville d'Arcangel.
Charles III met en œuvre de nombreux travaux publics favorisant les communications, comme le canal impérial d'Aragon. Il met en place un système de routes royales, reliant Madrid aux grandes provinces du royaume. Les villes espagnoles sont embellies par des plans d'amélioration et de construction d'édifices publics : hôpitaux, Archives générales des Indes à Séville, etc. Mais c'est la ville de Madrid qui profite le plus de l'action de Charles III, au point qu'il est surnommé le « meilleur maire de Madrid » : vaste plan d'extension et d'assainissement, percement de grandes avenues et constructions nombreuses (statues de la Cybèle et de Neptune, porte d'Alcalá, statue d'Alcachofa (es), jardin botanique du Prado, hôpital de San Carlos, musée d'histoire naturelle du Prado, etc.).
Le règne de Charles peut donc être pleinement inséré dans le courant du despotisme éclairé, représentant pour l'Espagne une période de prospérité.
Les dernières années de sa vie sont cependant attristées par la discorde avec son fils, à Naples, en particulier avec sa belle-fille, Marie-Caroline, fille de Marie-Thérèse d'Autriche, décidée à limiter l'influence de l'Espagne et de Charles III à la cour de Naples.
Le roi meurt le 14 décembre 1788 à Madrid, après 29 ans de règne, quelques mois avant le déclenchement de la Révolution française qui va mettre fin aux monarchies éclairées en Europe, avec le surgissement des idées révolutionnaires d'une part et la forte réaction conservatrice des monarchies européennes — en particulier espagnole — d'autre part.
Le roi est enterré à l'Escurial, aux côtés de ses prédécesseurs. Son fils Charles IV lui succède sur le trône.

## La naissance d'une nation

Le pabellón de la marina de guerra.

C'est sous son règne que commence à émerger l'idée de l'Espagne comme nation, qui se dote de symboles identitaires : un hymne, un drapeau et une capitale digne de ce nom (Madrid connaît un accroissement et un embellissement sans précédent), la construction d'un réseau de routes cohérent et convergeant sur Madrid.
Le 3 septembre 1770, Charles III déclare la Marcha Granadera marche d'honneur, utilisée lors des cérémonies officielles. Elle a ensuite été utilisée de facto comme hymne national de l'Espagne, sauf sous la Deuxième République (1931 – 1939).
C'est également le roi Charles qui choisit les couleurs et les dessins de l'actuel drapeau espagnol, qui dérivent de ceux du pabellón de la marina de guerra, le drapeau de la marine militaire introduit par le roi le 28 mai 1785. Jusqu'à cette date, les navires de guerre espagnols arboraient le drapeau blanc des Bourbons avec les armes du souverain, remplacé parce que difficilement différentiable des drapeaux des autres nations.

## Mariage et enfants
En 1738, Charles épouse Marie-Amélie de Saxe (1724 – 1760), fille d'Auguste III, duc de Saxe et roi de Pologne. Ils ont treize enfants, dont seulement sept parviennent à l'âge adulte :
- Marie-Isabelle (6 septembre 1740 – 2 novembre 1742) ;
- Marie-Josèphe (20 janvier – 1er avril 1742) ;
- Marie-Isabelle (30 avril 1743 – 5 mars 1749) ;
- Marie-Josèphe (1744 – 1801), sans alliance (elle figure sur le tableau de Goya représentant la famille royale) ;
- Marie-Louise (1745 – 1792), épouse en 1765 Pierre-Léopold d'Autriche, grand-duc de Toscane puis empereur germanique (1747 – 1792) ;
- Philippe-Antoine de Bourbon (1747 – 1777), duc de Calabre ; exclu de la succession pour débilité, handicapé et déchu de ses droits au trône ;
- Charles (1748 – 1819), futur roi d'Espagne (Charles IV) et époux de sa cousine Marie-Louise de Bourbon-Parme (1751 – 1819) ;
- Marie-Thérèse (2 décembre 1749 – 2 mars 1750) ;
- Ferdinand (1751 – 1825), roi de Naples et de Sicile, épouse en 1768 Marie-Caroline d'Autriche (1752 – 1814) ;
- Gabriel (1752 – 1788), en 1785, épouse sa cousine Marie-Anne-Victoire de Portugal, fille de Marie Ire, reine de Portugal (postérité) ;
- Marie-Antoinette (3 juillet 1754 – 11 mai 1755) ;
- Antoine-Pascal (1755 – 1817), épouse sa nièce Marie-Amélie, fille de son frère Charles IV d'Espagne (sans postérité) ;
- François-Xavier (1757 – 1771).

## Ordre deCharlesIII
Le 19 septembre 1771, Charles III fonde, à l'occasion de la naissance tant attendue de l'infant Charles-Clément, fils du prince des Asturies Charles, l'ordre de Charles III, destiné à récompenser le mérite. L'insigne est une croix blanche et bleue, à 8 pointes, portant au centre l'image de la Vierge, avec la devise Virtuti et Merito. Le ruban est bleu liseré de blanc.

## Monuments àCharlesIII

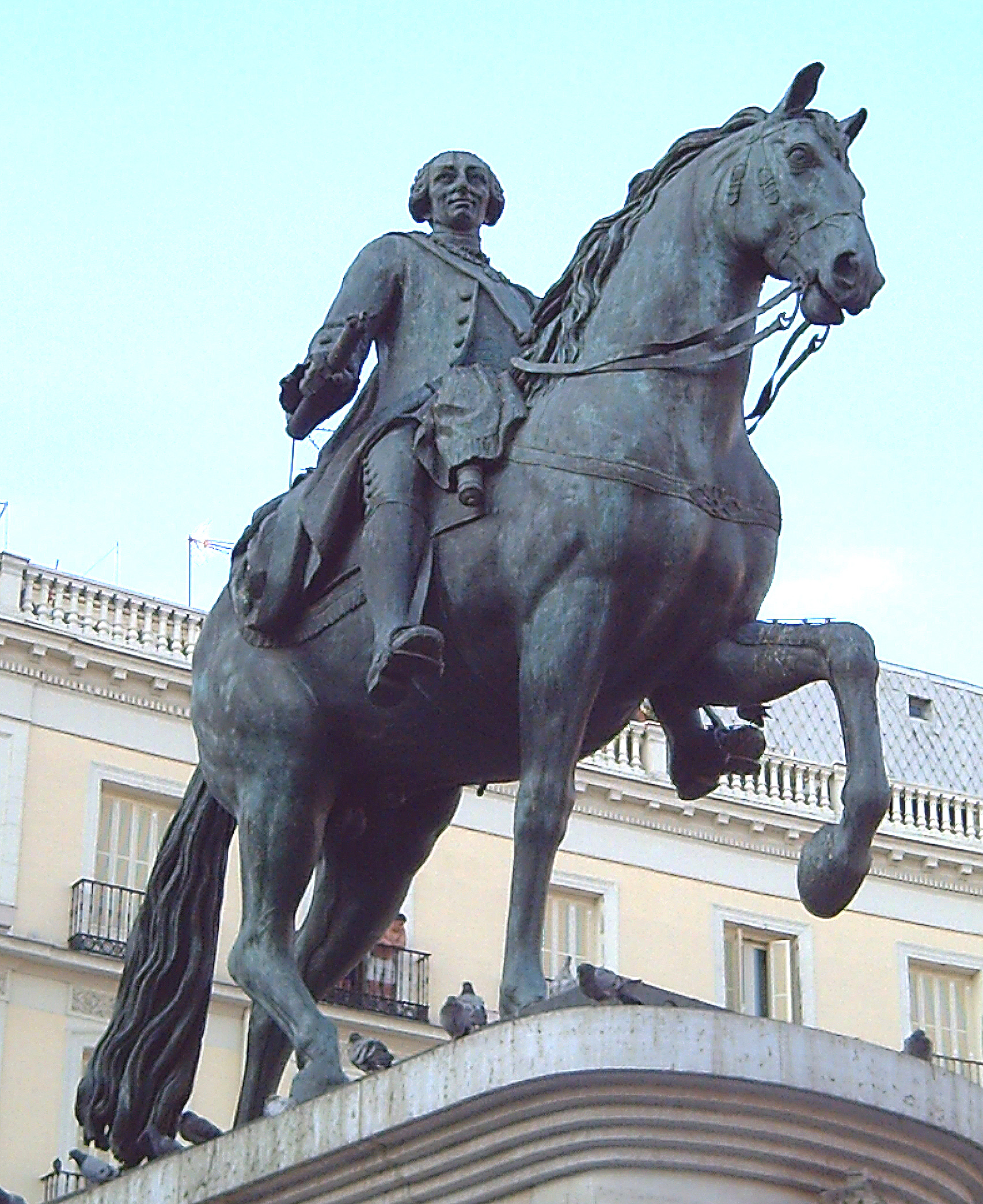
Statue équestre de Charles III à Madrid.
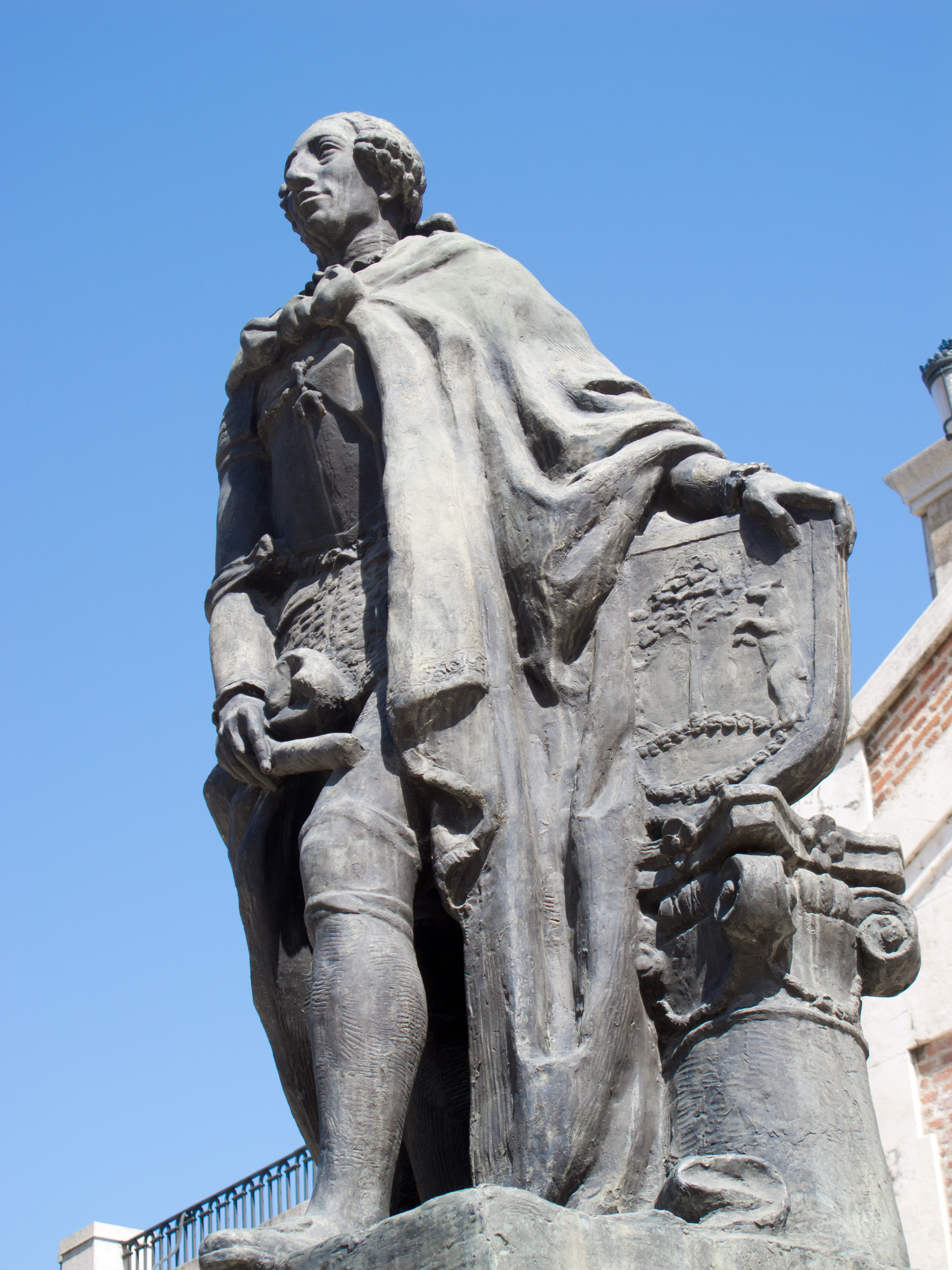
Statue de Charles III à Madrid (Juan Adsuara), 1966.
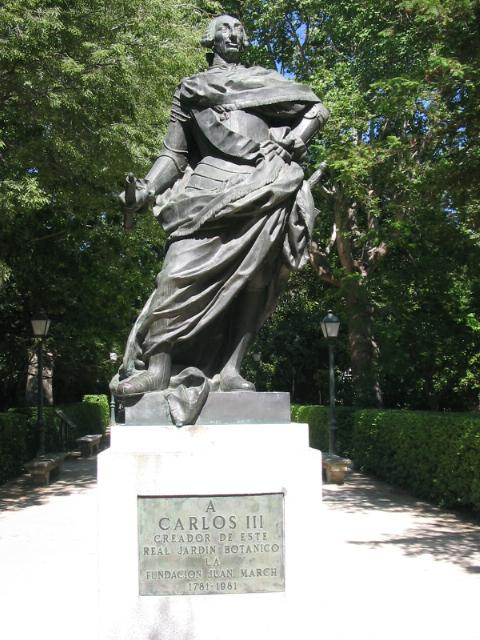
Charles III, statue du Jardin botanique royal de Madrid.